# Spodek (hala widowiskowa)
Spodek – hala widowiskowo-sportowa w Katowicach, położona przy alei W. Korfantego 35, na terenie dzielnicy Koszutka.
Jest jednym z najbardziej znanych symboli miasta Katowice. Oddana do użytku w 1971 roku według projektu architektów Macieja Gintowta i Macieja Krasińskiego, hala główna wyróżnia się charakterystycznym kształtem w formie ściętego odwróconego stożka pokrytego aluminiowymi łuskami. Jest obiektem wielofunkcyjnym, w którym odbywają się koncerty, wydarzenia sportowe rangi międzynarodowej, targi oraz konferencje o zróżnicowanej tematyce.

## Położenie

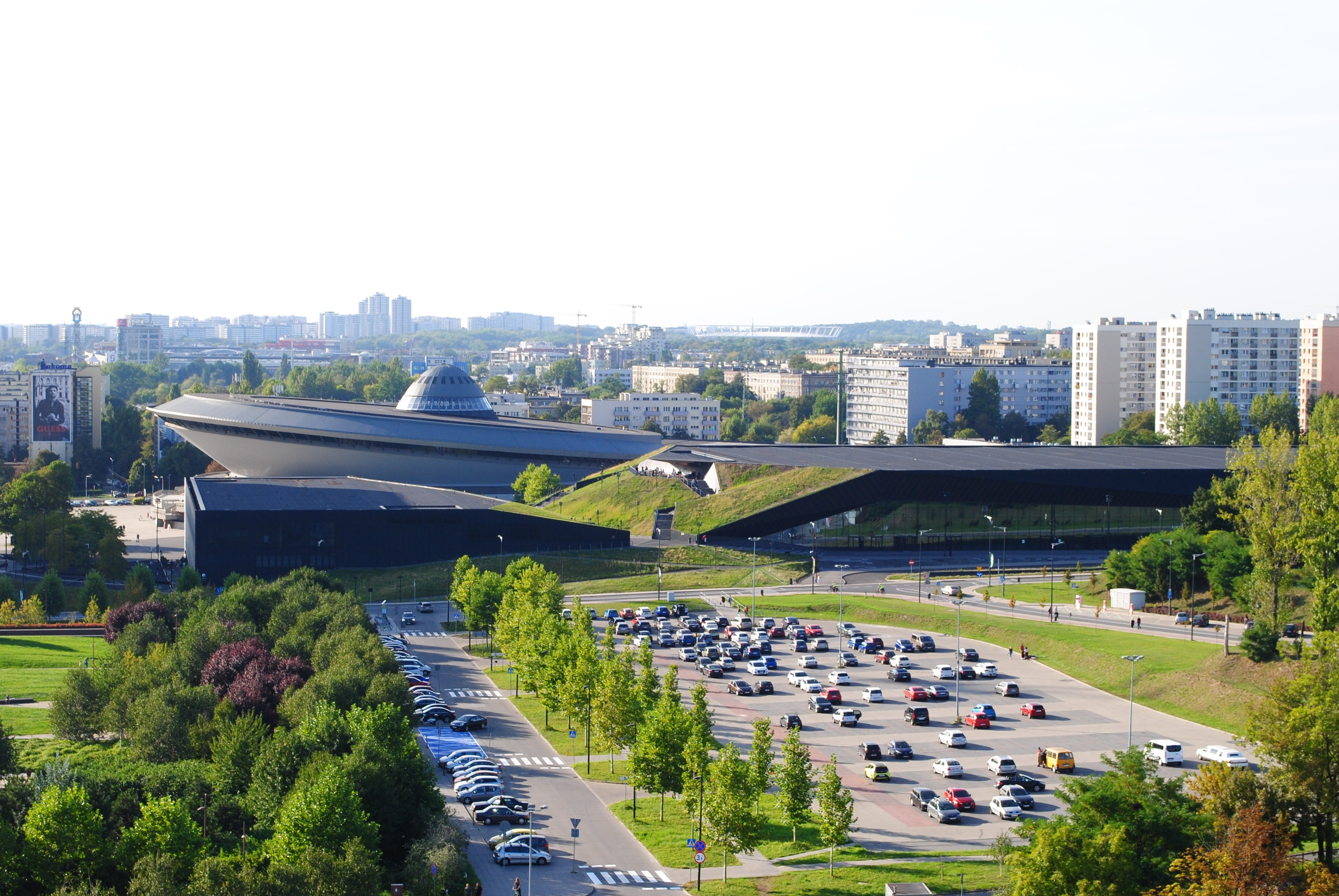
Widoku z tarasu Muzeum Śląskiego w kierunku Spodka (2020)

Spodek położony jest przy alei W. Korfantego 35 w Katowicach, na obszarze dzielnicy Koszutka. Znajduje się w pobliżu skrzyżowania alei W. Korfantego z aleją W. Roździeńskiego, które łączą się na rondzie gen. J. Ziętka. Znajduje się tam przystanek tramwajowy Katowice Rondo, natomiast przy alei W. Roździeńskiego na wysokości siedziby Narodowej Orkiestry Symfonicznej Polskiego Radia (NOSPR-u) przystanek autobusowy Katowice Strefa Kultury NOSPR. Przed Spodkiem rozciąga się rozległa otwarta przestrzeń – plac Sławika i Antalla, na którym zlokalizowana jest stacja Metroroweru nr 27672.
Spodek położony jest w sąsiedztwie kompleksu biurowców .KTW i Międzynarodowego Centrum Kongresowego w Katowicach, z którym jest połączony podziemnym przejściem. Po drugiej stronie alei W. Roździeńskiego znajduje się powstały w tym samym okresie co Spodek pomnik Powstańców Śląskich.
Hala jest częścią Strefa Kultury, która obejmuje zespół obiektów kulturalno-rozrywkowych powstałych na terenie zlikwidowanej Kopalni Węgla Kamiennego „Katowice”, w tym: Międzynarodowe Centrum Kongresowe w Katowicach, siedziba Narodowej Orkiestry Symfonicznej Polskiego Radia w Katowicach oraz Muzeum Śląskie w Katowicach.

## Historia
Decyzja o utworzeniu hali widowiskowo-sportowej na terenie Katowic zapadła pod koniec lat 50. XX wieku. W 1959 roku Wojewódzki Komitet Kultury Fizycznej w Katowicach na podstawie uchwały Prezydium Wojewódzkiej Rady Narodowej w Katowicach zlecił zarządowi katowickiego oddziału Stowarzyszenia Architektów Polskich zorganizowanie konkursu zamkniętego na projekt wojewódzkiej hali sportowej w Katowicach. Do udziału w nim zaproszono czterech architektów: Juliana Brzuchowskiego, Jerzego Gottfrieda, Jerzego Hryniewieckiego i Kazimierza Sołtykowskiego. Termin nadesłania prac upłynął 15 stycznia 1960 roku.
Hala według założenia konkursowego miała mieć widownię z 8 tys. stałymi miejscami siedzącymi, a także miała zapewnić możliwość jej wykorzystania na widowiska niesportowe. Ponadto przewidziano lodowisko treningowe z widownią na 500 osób, salę gimnastyczną oraz pomocnicze pomieszczenia i urządzenia.
Sąd Konkursowy pod przewodnictwem generalnego architekta województwa katowickiego Czesława Koteli wiosną 1960 roku wybrał do realizacji pracę architektów Jerzego Hryniewieckiego, Macieja Gintowta i Macieja Krasińskiego z Biura Studiów i Projektów Typowych Budownictwa Przemysłowego z Warszawy. Głównym pomysłodawcą i konstruktorem proponowanej hali był Wacław Zalewski, a jego współpracownikiem został Andrzej Żórawski. Projektanci zaproponowali wyeksponowanie wiszących w powietrzu trybun, które nadawałyby całej budowli kształt ściętego odwróconego stożka. Komisja przy wyborze ich pomysłu podkreśliła śmiałą konstrukcję hali, lecz kosztowną i trudną w realizacji.
Projekt hali stał się sensacją. Jego makieta pojawiła się na okładce wielu europejskich czasopism fachowych, a nawet Komitet Organizacyjny XVII Letnich Igrzysk Olimpijskich w Rzymie zwrócił się z prośbą o przesłanie makiety i planszy na „Olimpijską Wystawę Dzieł Sztuki” o tematyce sportowej.

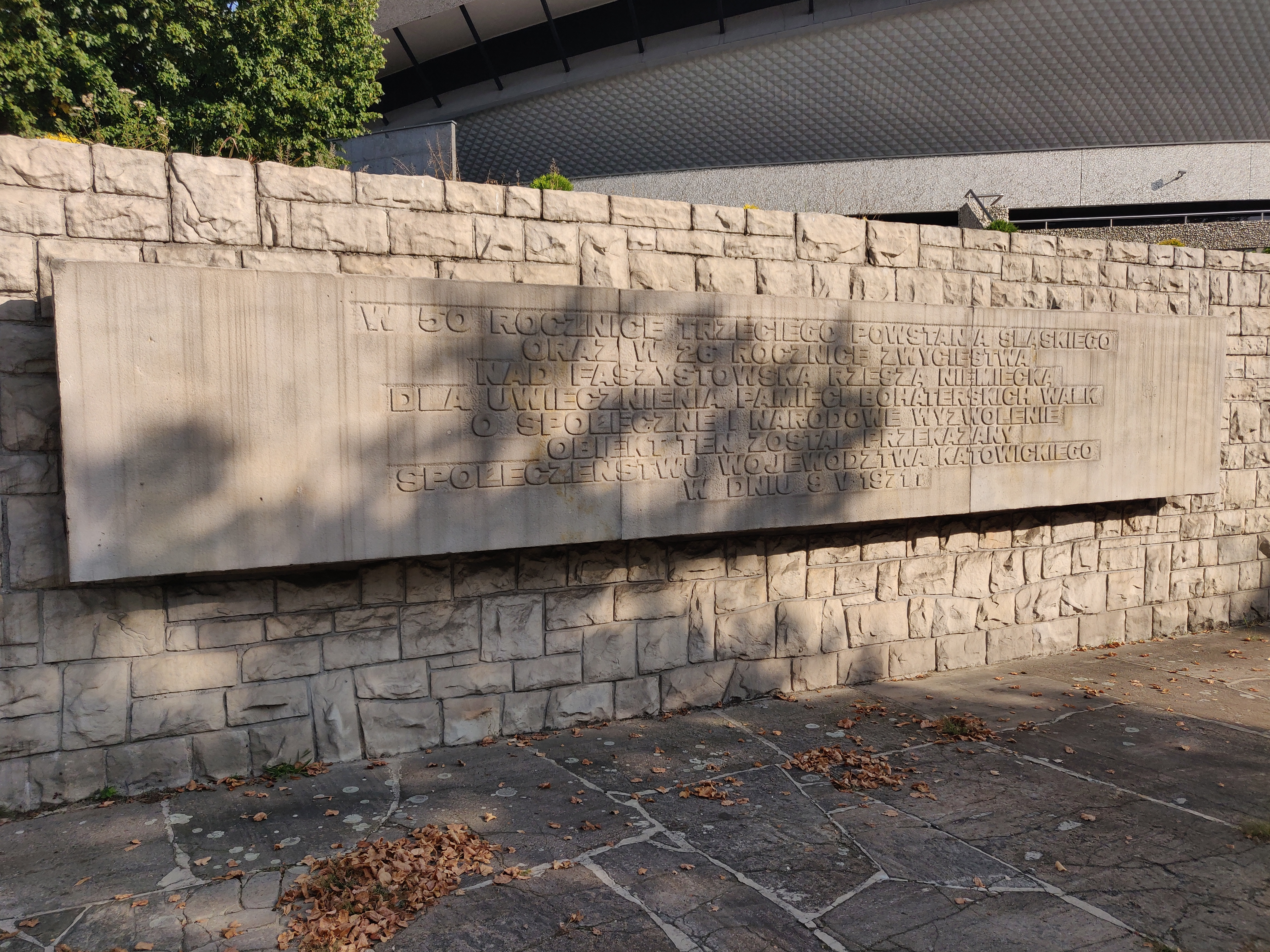
Tablica pamiątkowa przy Spodku upamiętniająca „przekazanie obiektu społeczeństwu województwa katowickiego” 9 maja 1971 roku

Ostateczną decyzję o realizację projektu warszawskiego zespołu podjął osobiście Jerzy Ziętek, czemu towarzyszyła zmiana lokalizacja hali z Rowu Wełnowieckiego (pierwotnie miał stać na terenie Wojewódzkiego Parku Kultury i Wypoczynku w Chorzowie, nieopodal Planetarium Śląskiego) na miejsce bliżej centrum miasta Katowice, przy rondzie na skrzyżowaniu późniejszych alei W. Korfantego i W. Roździeńskiego, które oddano do użytku w 1965 roku. Uchwałę w sprawie zatwierdzenia do realizacji projektu budowy Wojewódzkiej Hali Widowiskowo-Sportowej w Katowicach Prezydium Wojewódzkiej Rady Narodowej w Katowicach przyjęło 1 kwietnia 1960 roku. Projekt zagospodarowania terenu, a wraz z tym koncepcję bryłową hali, zatwierdzono 11 marca 1963 roku.
Pod budowę Spodka wybrane zostało miejsce, gdzie w pierwszej połowie XIX wieku funkcjonowały bogucickie huty cynku „Franz” i „Fanny”, po czym wzniesiono tutaj tzw. Dwór Marii, który istniał do lat 60. XX wieku. Teren ten miał urozmaiconą rzeźbę terenu, z bogatym uzbrojeniem, częściowo zawalonym i niezinwentaryzowanym.

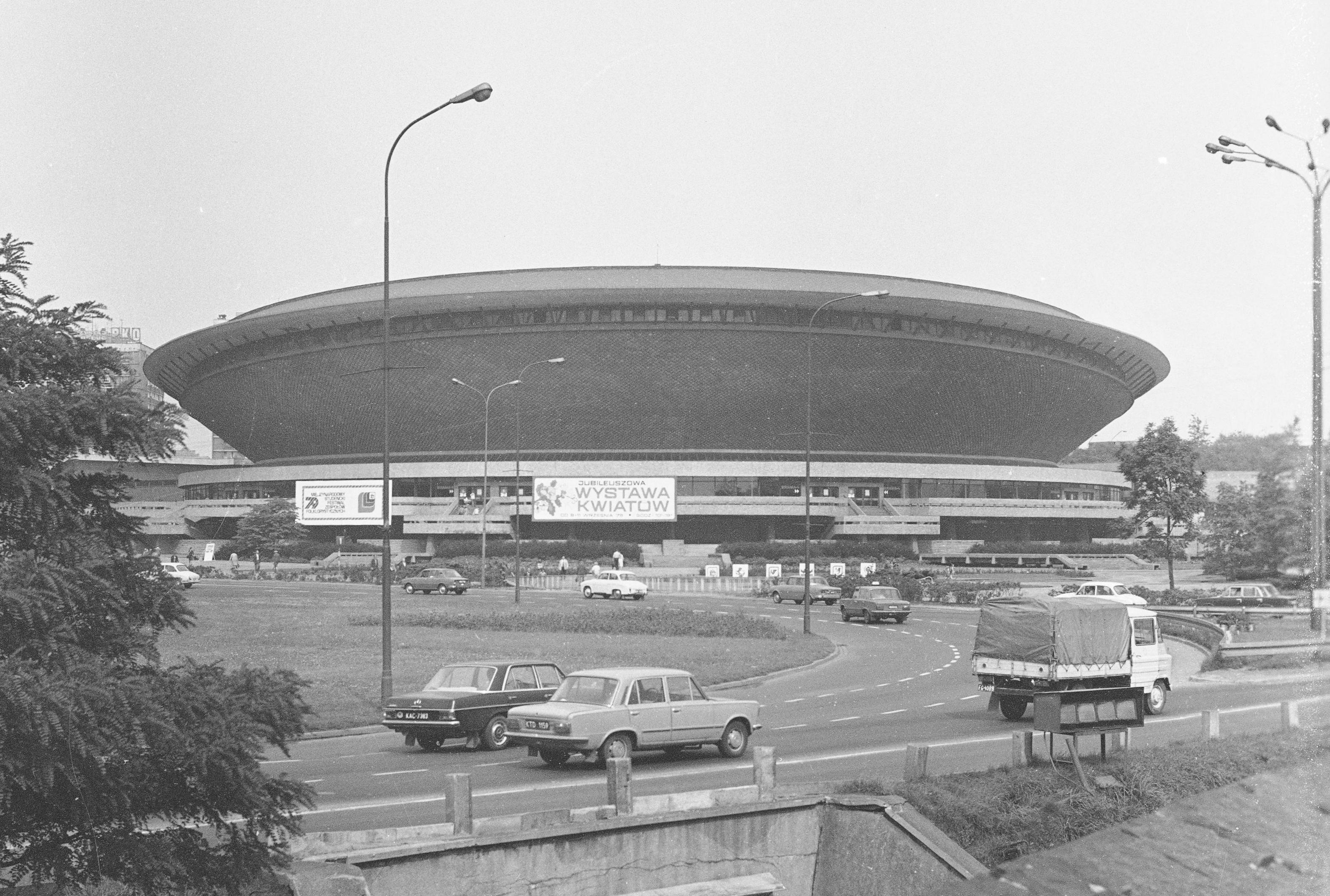
Spodek w 1979 roku (widok z pomnika Powstańców Śląskich)

Budowę hali rozpoczęto w 1964 roku od prac przygotowawczych (zagospodarowanie terenu budowy, roboty ziemne, wymiana gruntu oraz podsypka pod fundamenty). W 1966 roku nastąpiło pęknięcie dwóch przypór przy pierścieniu, przez co zarządzono ponowną weryfikację układu statycznego hali. W kwietniu tego samego roku komisja rzeczoznawców stwierdziła niemożność dopuszczenia do montażu dolnej części konstrukcji stalowej hali głównej z uwagi na błędy w obliczeniach statycznych, co groziło wstrzymaniem prac i większymi wydatkami na stal. Sprzeciwił się temu kierownik zarządu budowy hali Władysław Początek. Wystąpiły także rozbieżności pomiędzy obliczeniami Biura Studiów i Projektów Typowych Budownictwa Przemysłowego (BISTYPu) a Politechniką Śląską. Spór próbował załagodzić Jerzy Ziętek. Ostatecznie, w dokumencie z 13 stycznia 1967 roku Zespół Naukowo-Konsultacyjny zawarł ustalenia, w którym zaakceptowano pierwotne obliczenia projektantów, a także m.in. zaakceptowano kinetyczny układ fundamentów przystosowany do niwelacji możliwych odkształceń. Uchylono także wstrzymanie prac z 16 czerwca 1966 roku i podjęto prace. W 1967 roku trwały roboty przy sprężaniu pierścienia głównego, natomiast w kolejnym roku wykonano montaż głównego pierścienia dachowego ze stali, zamontowano pierścień kopuły na dole i montowano samą kopułę.

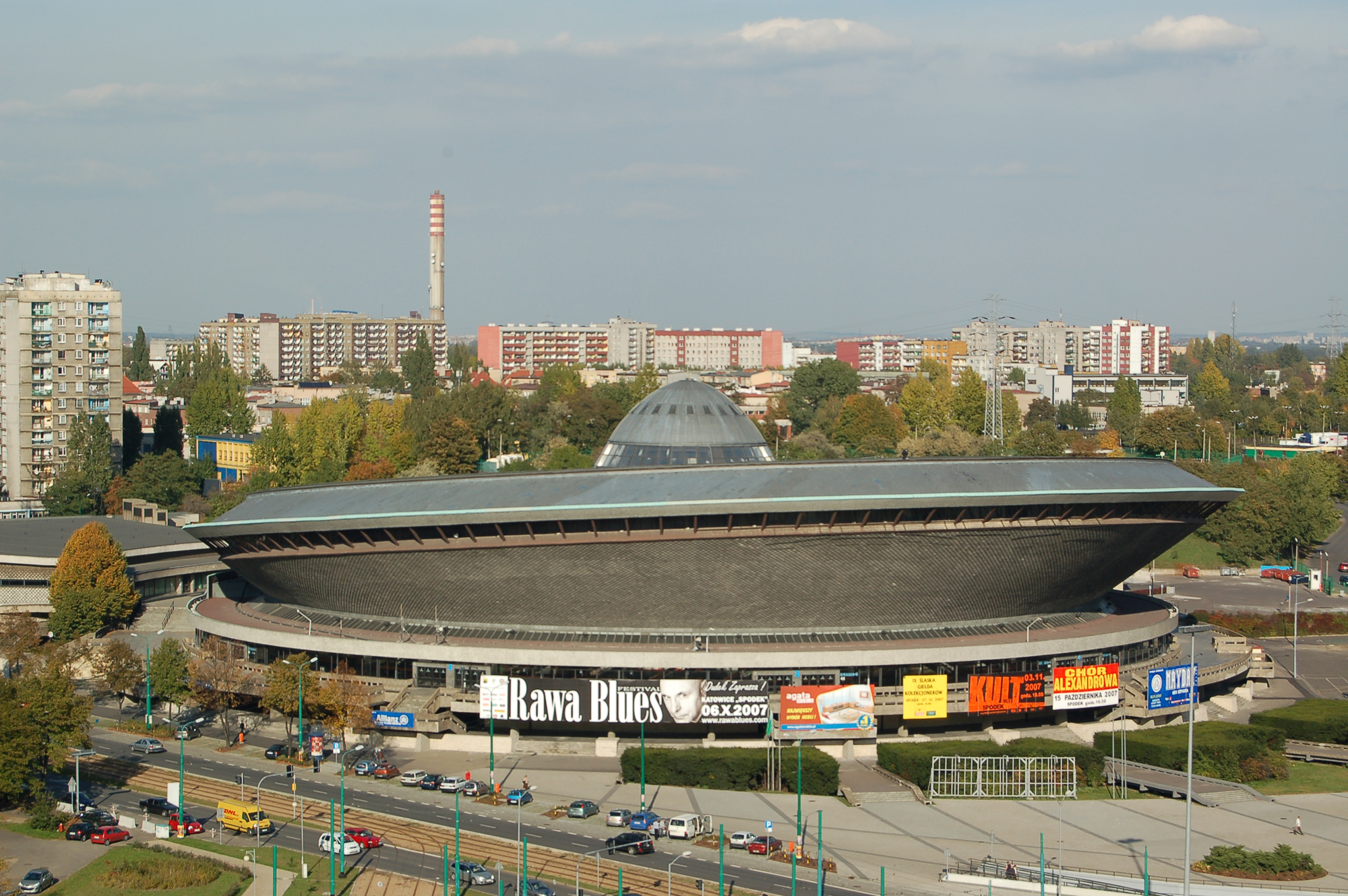
Hala Spodka w październiku 2007 roku; widok z Superjednostki

W 1969 roku pierwszym oddanym do użytkowania budynkiem kompleksu została hala lodowiska. Pierwszy mecz hokejowy rozegrano w niej 16 listopada tego samego roku. Również i budowa lodowiska napotkała trudności. Z powodu pomyłki geodetów zbudowano ją zbyt blisko późniejszej alei W. Korfantego, przez co architekci musieli zmodyfikować projekt, wprowadzając pochylnię prowadzącą na balkon lodowiska.
Oficjalna uroczystość otwarcia Wojewódzkiej Hali Sportowo-Widowiskowej odbyła się 8 maja 1971 roku w ramach obchodów 50. rocznicy wybuchu III powstania śląskiego. W uroczystościach wzięło udział ponad 12 tys. gości, w tym m.in. I sekretarz KC PZPR Edward Gierek, przewodniczący Rady Państwa Józef Cyrankiewicz, premier PRL Piotr Jaroszewicz, przewodniczący Prezydium WRN w Katowicach Jerzy Ziętek i marszałek Związku Radzieckiego Iwan Koniew. Na zakończenie uroczystości wystąpili Zespół Pieśni i Tańca „Śląsk” oraz Anna German i Ewa Decówna. Po niej trwały jeszcze prace wykończeniowe Spodka, które prowadzono do grudnia 1971 roku.

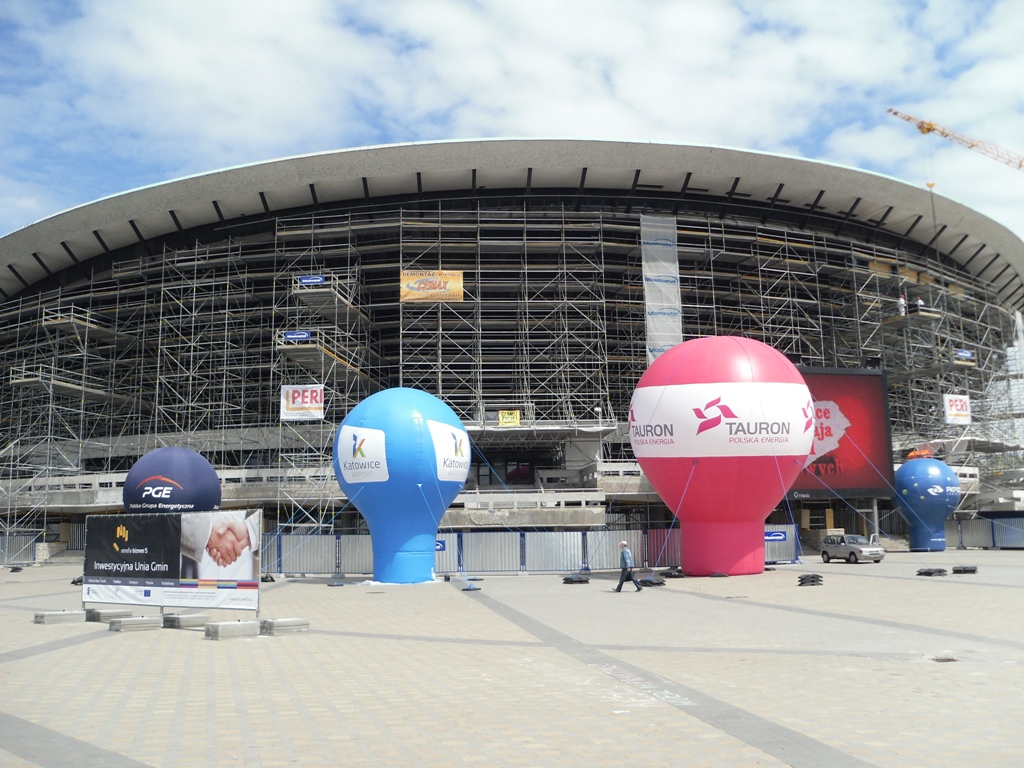
Spodek w trakcie remontu elewacji zewnętrznej w maju 2011 roku

Katowicka hala w momencie otwarcia była największym obiektem widowiskowo-sportowym w Polsce. Na inwestycję przeznaczono 200 mln zł, jednak ostateczny koszt wzrósł do około 800 mln zł. Generalnym wykonawcą prac budowlanych było Katowickie Przedsiębiorstwo Budownictwa Przemysłowego pod kierownictwem inżyniera Zygmunta Puchały.
Nowo otwarta hala organizacyjnie działała w ramach Wojewódzkiego Parku Kultury i Wypoczynku w Chorzowie. 1 stycznia 1981 roku wojewoda katowicki powołał Wojewódzkie Przedsiębiorstwo Widowiskowo-Sportowe, które w 1992 roku zostało przejęte przez miasto Katowice. W latach 1997–2008 zarządcą obiektu było Przedsiębiorstwo Widowiskowo-Sportowe Spodek, a 1 września 2008 roku wszystkie obiekty, prócz części hotelowo-gastronomicznej, weszły w skład katowickiego Miejskiego Ośrodka Sportu i Rekreacji (MOSiR-u).
Coraz większe wymagania publiczności, organizatorów i sponsorów połączone z brakiem unowocześnień spowodowały, że Spodek wymagał kompleksowego remontu, który zaczął się w 2007 roku. W pierwszym etapie, zakończonym w 2009 roku, wykonano modernizację wnętrz hali. W 2008 roku zamontowano klimatyzację, a w kolejnym roku powiększono widownię hali głównej do 7776 miejsc, utworzono wysuwane na płytę siedzenia i loże VIP, zamontowano nowe oświetlenie oraz ekran diodowy. Z końcem marca 2011 roku rozpoczął się remont elewacji obiektu, który ukończono w grudniu 2012 roku.
2 maja 2016 roku zarządzanie obiektem przejęła spółka PTWP Event Center.
10 kwietnia 2025 roku rozpoczęto procedurę wpisania zespołu zabudowy hali głównej Spodka oraz towarzyszącej mu zabudowy do rejestru zabytków nieruchomych. Stało się to w związku z planami rozbiórki schodów i tarasów hali Spodka, które pojawiły się w tym czasie w przestrzeni publicznej i mediach. Decyzją z 13 maja 2025 roku Śląski Wojewódzki Konserwator Zabytków wpisał do rejestru zabytków nieruchomych województwa śląskiego.

## Ogólna charakterystyka

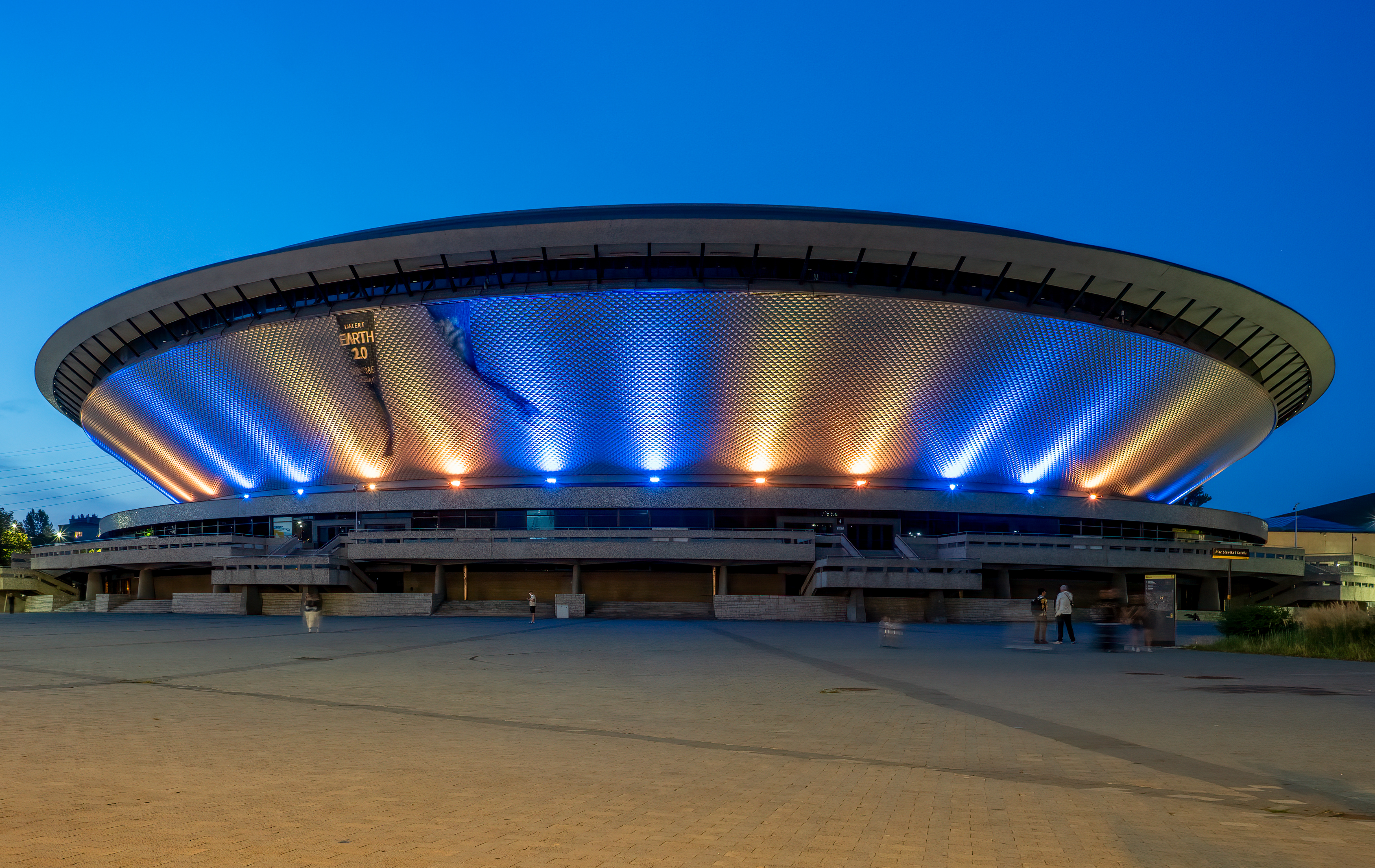
Hala Spodka z iluminacją (2024)

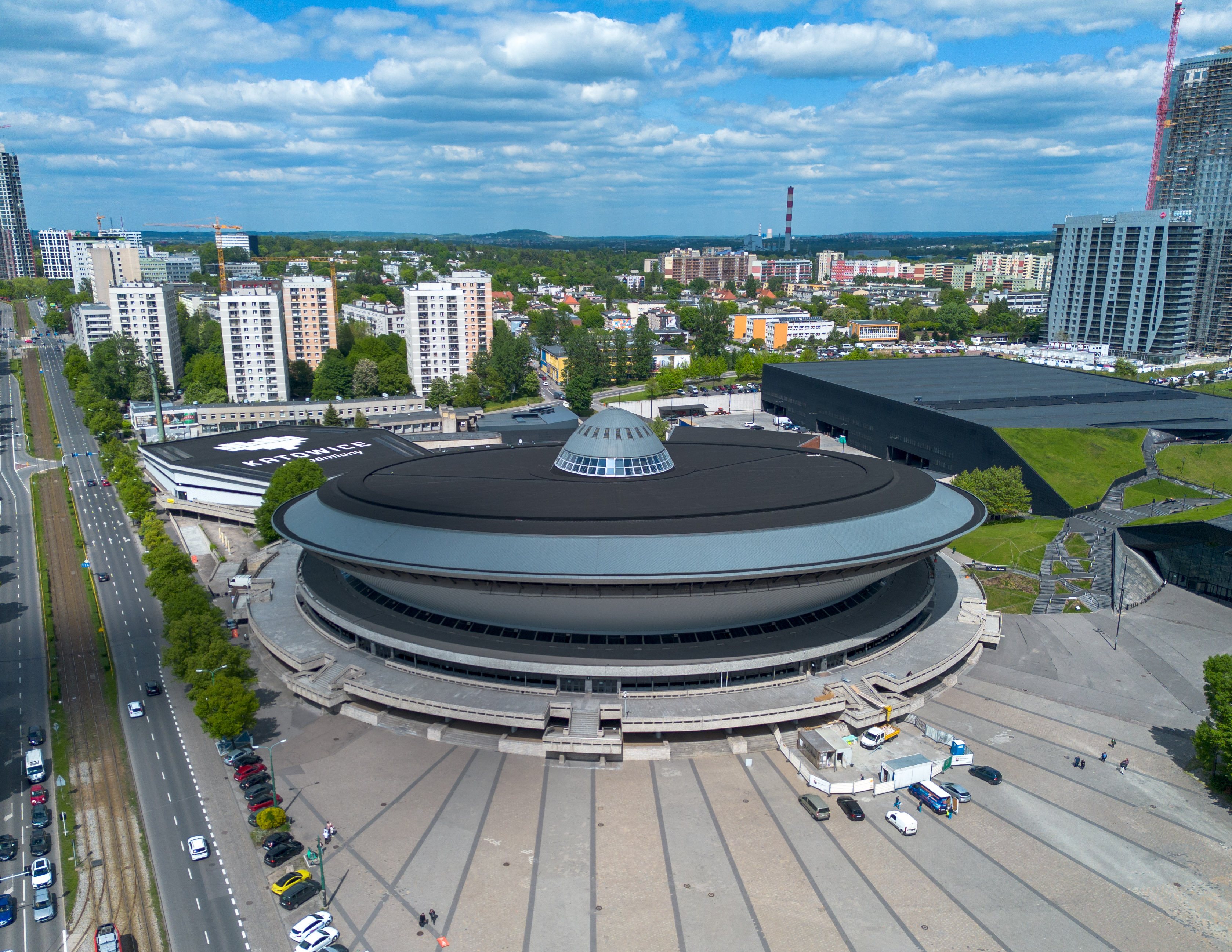
Spodek widziany z lotu ptaka, od strony południowo-zachodniej (2025)

Spodek należy do grupy największych w Polsce obiektów sportowo-widowiskowych. Kubatura całego kompleksu wynosi 338 732 m³ (według projektu 330 708 m³), a powierzchnia użytkowa 29 473 m². Obejmuje on: hale wielofunkcyjną, lodowisko, salę gimnastyczną, siłownię, basen rekreacyjny i hotel z restauracją, a także część biurową i pomieszczenia techniczne.
Zaprojektowany został przez architektów Macieja Gintowta i Macieja Krasińskiego, natomiast za projekty wnętrz odpowiedzialne były Pracownie Sztuk Plastycznych z Warszawy i Katowic pod nadzorem dyrektora naczelnego Henryka Urbanowicza.
Elewacja Spodka pokryta jest aluminiowymi łuskami (pierwotnie eternitowymi) ułożonymi w karo, których jest łącznie 30 tys. Ponadto zastosowano cegłę klinkierową, płukane rzeczne kamyki i surowy beton na balustrady tarasu, a także tłuczoną białą porcelanę zdobiącą nawis dachu.
Podobieństwo kształtu głównej hali do opisów pojazdów kosmicznych obcych cywilizacji z powieści fantastyczno-naukowych wydanych w latach 60. XX wieku, tj. latających spodków, przyczyniło się do rozpowszechnienia popularnej nazwy dla hali – „Spodek”. Nazwa ta upowszechniła się na przełomie lat 70. i 80. XX wieku.
Spodek ma podwójną funkcję. Lodowisko, sala gimnastyczna i basen służą powszechnemu uprawianiu sportu, natomiast główna hala przeznaczona jest do organizacji wielkich imprez sportowych i widowiskowych, a także wydarzeń artystycznych i wystawienniczych oraz kongresów i szkoleń.
Hala jest jedną z wizytówek Katowic, będąc jednocześnie obiektem najbardziej rozpoznawalnym i charakterystycznym dla miasta. Uważany jest także za jeden z najlepszych budynków wzniesionych na Górnym Śląsku w okresie PRL-u.
Kompleks Spodka wpisany jest do gminnej ewidencji zabytków miasta Katowice oraz do rejestru zabytków nieruchomych województwa śląskiego pod numerem A/1560/25 jako zespół zabudowy hali widowiskowo-sportowej „Spodek” przy alei W. Korfantego 35 w Katowicach, w skład którego wchodzą:
- budynek hali widowiskowo-sportowej „Spodek”, zlok. na dz. nr 20/12, ark. mapy 28, obr. 0002, gm. m. pow. Katowice,
- budynek hali lodowiska (tzw. Satelita), zlok. na dz. nr 20/11 i 20/18, ark. mapy 28, obr. 0002, gm. m. pow. Katowice,
- pawilon hotelowy, zlok. na dz. nr 20/10, ark. mapy 28, obr. 0002, gm. m. pow. Katowice,
- budynek sali gimnastycznej, zlok. na dz. nr 20/9, ark. mapy 28, obr. 0002, gm. m. pow. Katowice,
- pawilon biurowy, zlok. na dz. nr 20/8, ark. mapy 28, obr. 0002, gm. m. pow. Katowice,
- budynek biurowy od strony ul. Olimpijskiej, wraz z budynkiem warsztatów, zlok. na dz. nr 20/22, ark. mapy 28, obr. 0002, gm. m. pow. Katowice,
- budynek biurowo-garażowy, zlok. na dz. nr 20/5, ark. mapy 28, obr. 0002, gm. m. pow. Katowice,
- plac tzw. honorowy przed halą widowiskowo-sportową „Spodek” (obecnie plac Sławika i Antalla),
- teren działek ewidencyjnych nr 20/5 (w całości), 20/8 (w całości), 20/9 (w całości), 20/10 (w całości), 20/11 (w całości), 20/12 (w części), 20/18 (w części), 20/20 (w części), 20/22 (w całości), 9/1 (w całości), 8/1 (w całości), 2/1 (w całości), 10/1 (w całości), 7/1 (w całości), 6/1 (w całości), ark. mapy 28, obr. 0002, gm. m. pow. Katowice.

## Obiekty

### Hala główna

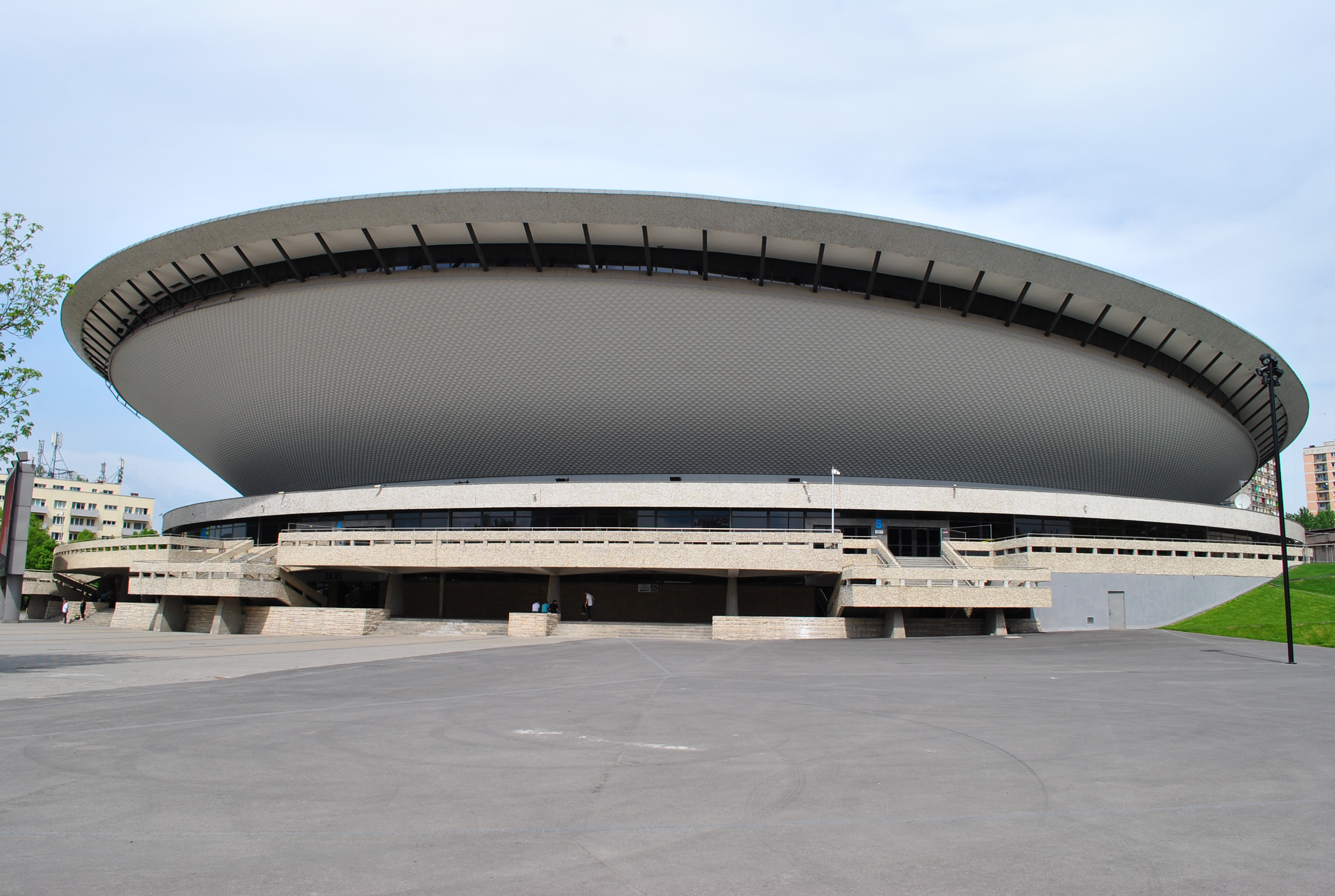
Spodek widziany od strony placu Sławika i Antalla (2015)

Jest to obiekt o kubaturze 246 624 m³, powierzchni użytkowej 15 386 m² i wysokości od powierzchni płyty do kopuły 32 m. Bryła hali ma formę odwróconego stożka nakrytego dachem w formie koła wpisanego w elipsę i rozpiętości 126 m. Wieńczy ją kopuła, której oś nie przechodzi przez środek elipsy stanowiącej płaszczyznę przykrycia – mimośród wynosi 14,6 m i wynika to z konieczności usytuowania doświetlającej halę kopuły nad środkiem areny. Hala pomimo dużej kubatury styka się z ziemią na bardzo małej powierzchni, dzięki czemu konstrukcja z założenia ma wytrzymywać ewentualne wstrząsy górnicze.
Hala z pozostałymi obiektami kompleksu Spodka połączona jest tarasem okalającym halę, który biegnie wokół podstawy widowni. Zewnętrzna ściana holu z wejściami na poziomie tarasu jest całkowicie oszklona. Ponadto wejście do hali ulokowane jest z poziomu chodnika – bezpośrednio do holu dolnego. Sama natomiast arena hali łączy się z zewnętrznym dziedzińcem tunelem biegnącym pod północną częścią widowni i holu oraz pod częścią administracyjno-hotelową.
Widownia hali podzielona na 37 sektorów u podstawy (dolna część) została zaprojektowana na planie koła, a u góry na planie elipsy. W połowie misy znajduje się 14 otworów wejściowych połączonych schodami z holem, skąd jest możliwość przejścia na górny poziom hali, z którego jest dojście do rzędów z siedzeniami. Na widowni od wyższej strony umieszczono lożę honorową, a za nią kabinę projekcyjną. Hala ma łącznie 11 016 miejsc siedzących, w tym 9351 miejsc stałych i 1665 miejsc, które mogą zostać schowane .
Płyta hali (arena) ma wymiar 44,6×60 m i przesunięta jest w kierunku północno-zachodnim. Hala wyposażona jest także w oświetlenie o natężeniu 2,2 tys. lx, a główną płytę doświetla także światło wpadające przez okna pod kopułą.

Detale głównej hali Spodka
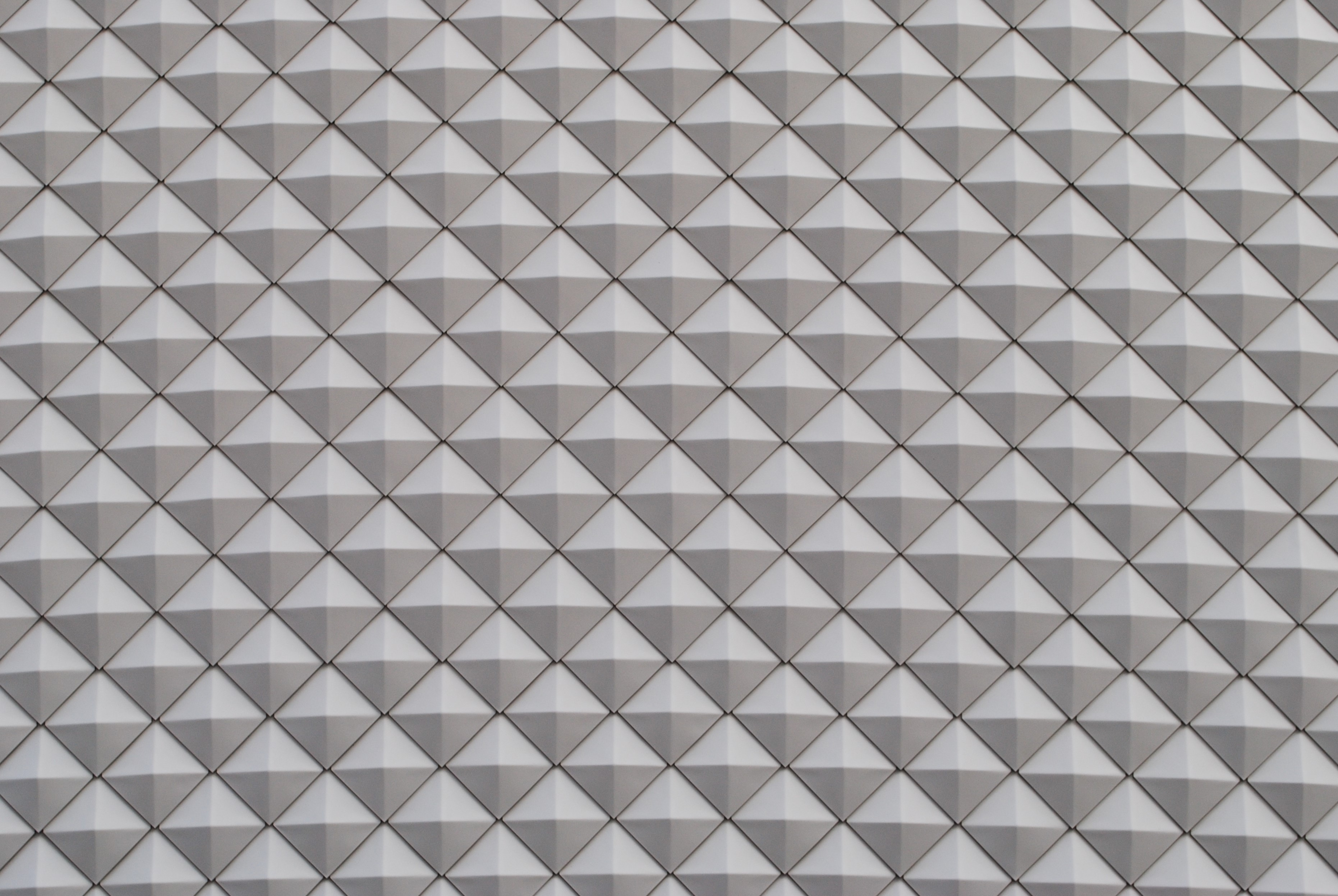
Fragment elewacji hali głównej Spodka z aluminiowymi łuskami (2020)
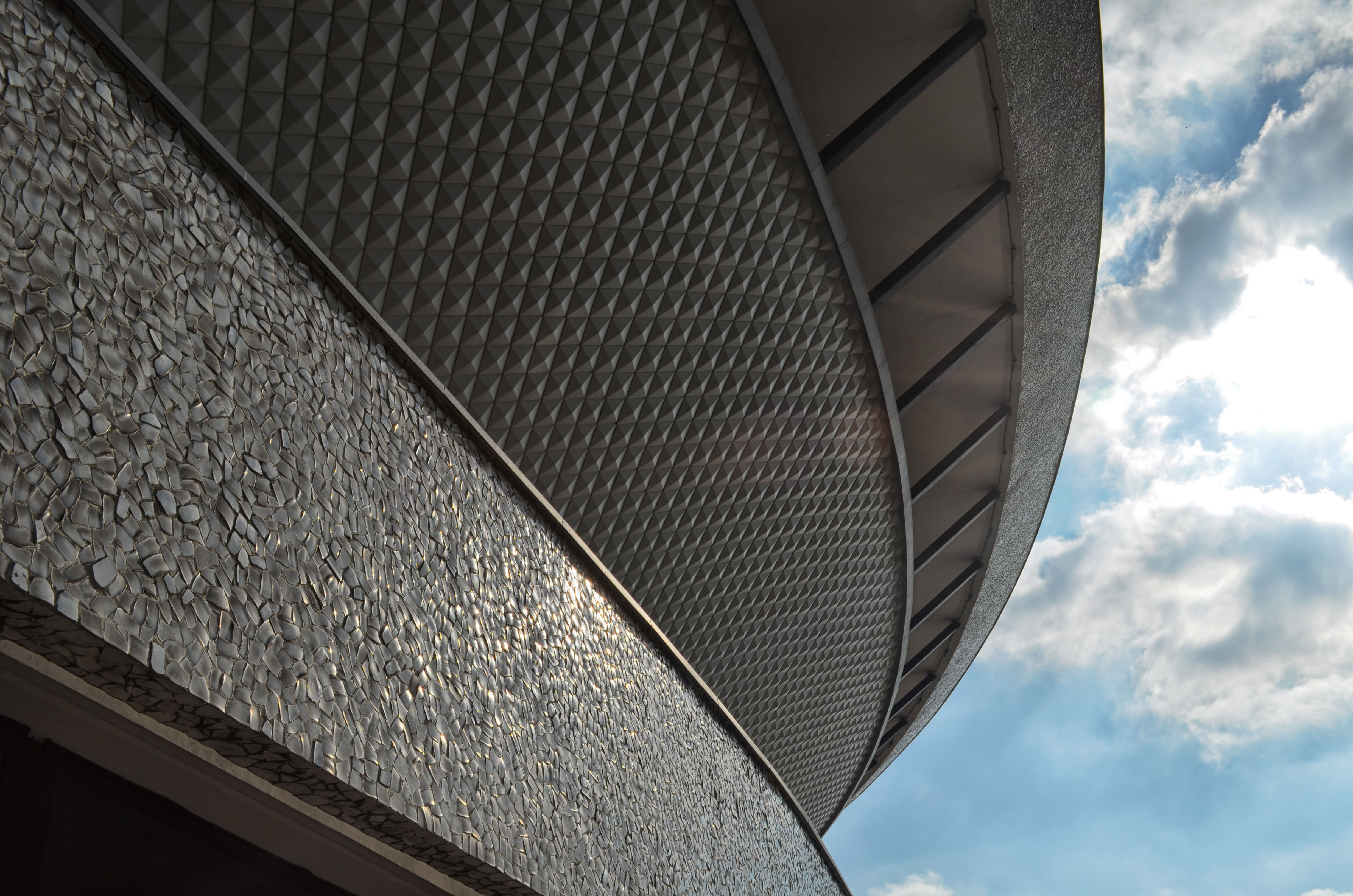
Zbliżenie na fragment tarasu okalającego halę Spodka i na jej konstrukcję (2014)
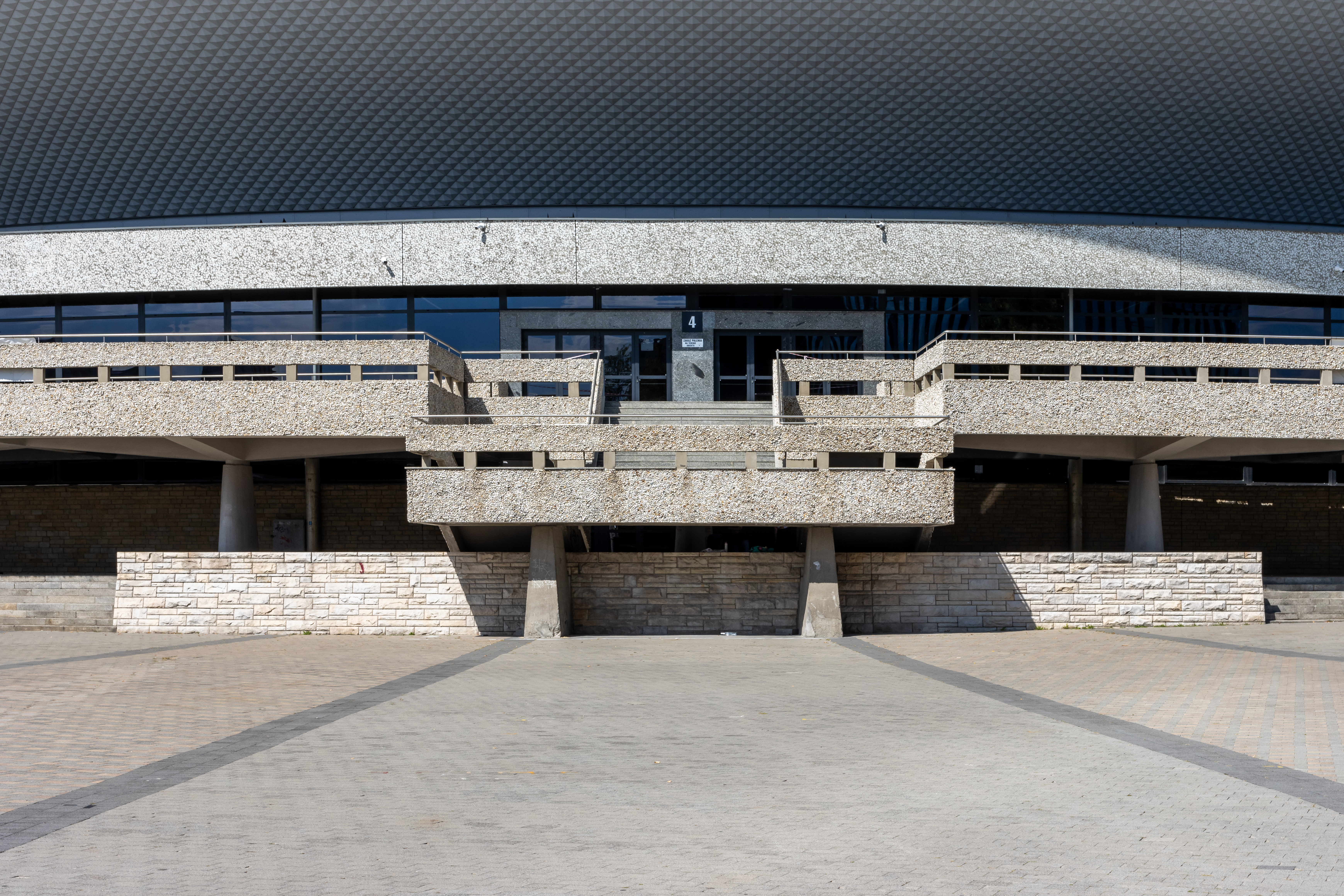
Wejście zewnętrzne na taras okalający halę główną Spodka (2024)

### Lodowisko

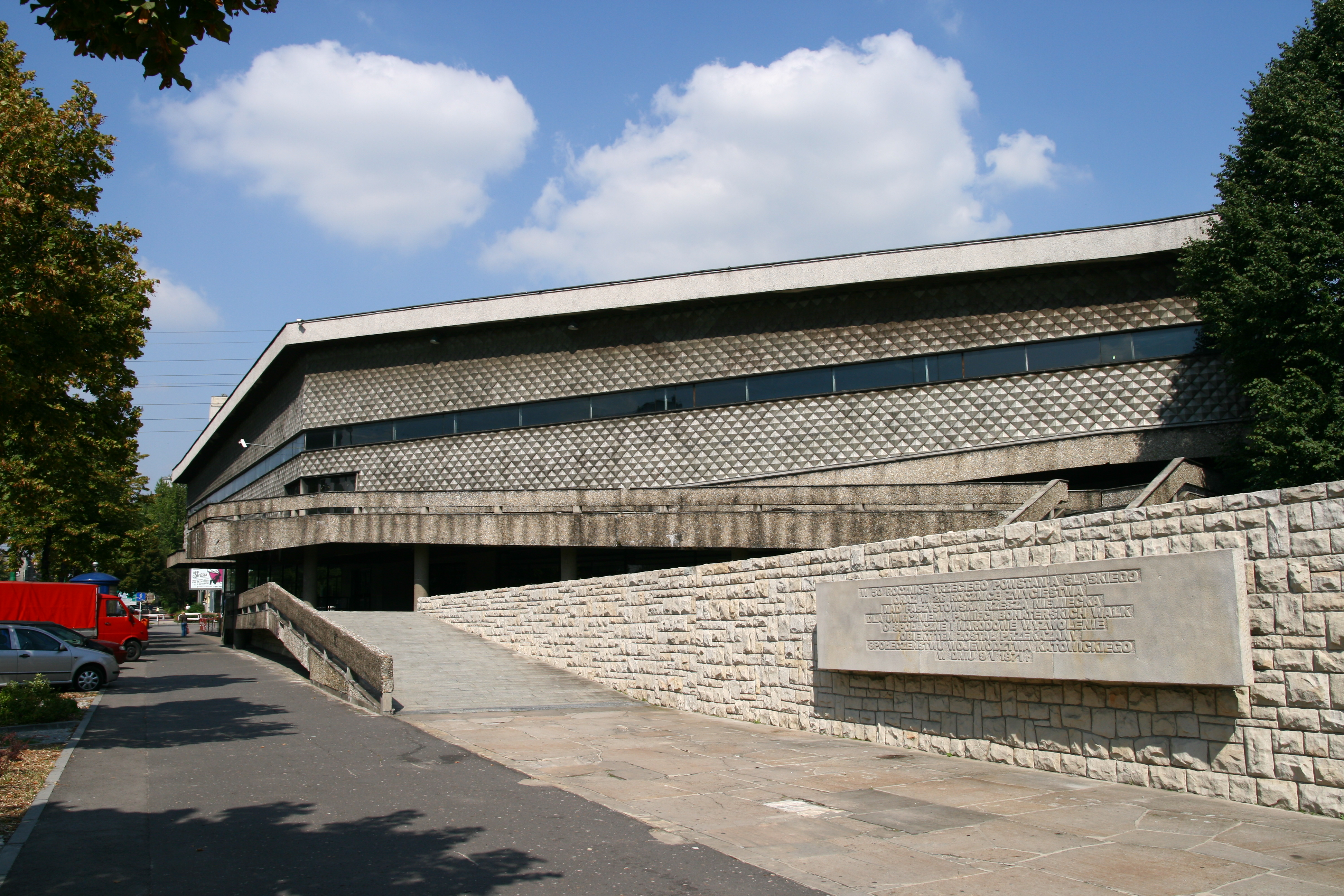
Lodowisko widziane od strony alei W. Korfantego (2008)

Jest to drugi największy obiekt kompleksu Spodka. Jego oś leży na przedłużeniu promienia koła u podstawy hali głównej, a jego jednolitość z nią uzyskano poprzez wspólną ścianę lodowiska z tarasem oraz dzięki zastosowaniu analogicznej elewacji z charakterystycznych łusek. Ma formę zbliżoną do prostopadłościanu, a pomimo przeszkleń zaprojektowano ją tak, by promienie słoneczne nie padały bezpośrednio na płytę. Kubatura lodowiska wynosi 35 500 m³, powierzchnia użytkowa 5054 m², natomiast wysokość 11 m.
Płyta lodowiska ma wymiar 30×60 m. Dwie trybuny widowni mają 1182 miejsc (pierwotnie było ich 950) na dwóch trybunach umieszczonych równolegle do zewnętrznych ścian hali.
Lodowisko jest głównym obiektem hokejowej drużyny GKS Katowice.

### Sala gimnastyczna i basen
Sala gimnastyczna została wkomponowana w części zaplecza, której bryła oddziela część administracyjno-hotelowa od części pierwotnie przeznaczonej na przychodnię lekarską i mieszkania służbowe. Kubatura sali wynosi 11 631 m³, a powierzchnia użytkowa 1490 m².
Ma jednostronną trybunę z widownią na 362 osoby, natomiast po drugiej stronie boiska hala jest przeszklona. Rozmiar areny wynosi 44×22 m. Obok sali gimnastycznej znajdują się pomieszczenia przeznaczone do sparingów bokserskich i ćwiczeń kulturystycznych. Funkcjonuje tam sala fitness, w której trenuje się tabatę i pilates.
W sąsiedztwie sali gimnastycznej, po stronie południowej znajduje się basen rekreacyjny z dwoma saunami, biczem i masażem wodnym. Basen ma nieckę ze stali nierdzewnej o długości 15 m, szerokości 8 m i głębokości 1,2 m.

### Część administracyjno-hotelowa
Znajduje się po północnej stronie hali Spodka, pomiędzy lodowiskiem a salą gimnastyczną. Górna kondygnacja podzielona jest na dwa segmenty, w której jeden przeznaczono na część hotelową, a drugi dla związków sportowych. W dolnej natomiast znajdują się pomieszczenia techniczne i gospodarcze.
Hotel ma 30 pokoi z 59 miejscami noclegowymi oraz zaplecze gastronomiczne. Jedno- i dwuosobowe pokoje umieszczono na wyższej kondygnacji, z jednotraktowym układem pomieszczeń zogniskowanych wokół niewielkich dziedzińców. Współcześnie funkcjonuje tam trzygwiazdkowy hotel pod marką Hotel Diament Spodek Katowice.

## Konstrukcja
Z uwagi na charakter działki budowlanej, znajdującej się na terenach eksploatacji górniczej w XIX wieku, przyjęto konstrukcję budowli na żelbetowej misie fundamentowej stanowiącej sprężony pierścień o trapezoidalnym przekroju. Wsparto ją na 40 zdolnych do wychylenia słupach, które mają chronić fundament przed ruchami gruntu wywołanymi szkodami górniczymi.
Ponad misą fundamentową znajduje się widownia w kształcie ściętego odwróconego stożka o rozpiętości 126 m, skonstruowana ze 120 stalowych żeber, na których naciągnięto przykrycie dachowe (dach Spodka był jednym z najwcześniejszych na świecie obiektów zrealizowanych w koncepcji tensegrity). Przykrycie misy widowni skonstruowano w ten sposób, że do umieszczonego w środku stalowego pierścienia wspierającego niewielką paraboliczną kopulę doprowadzono 120 lin stalowych o promienistym układzie. Zakotwione zostały w sztywnym stalowym pierścieniu głównego obwodu, a rolę usztywnień przejęły słupki rozszczepiające liny dwukrotnie.

## Wydarzenia

### Muzyczne

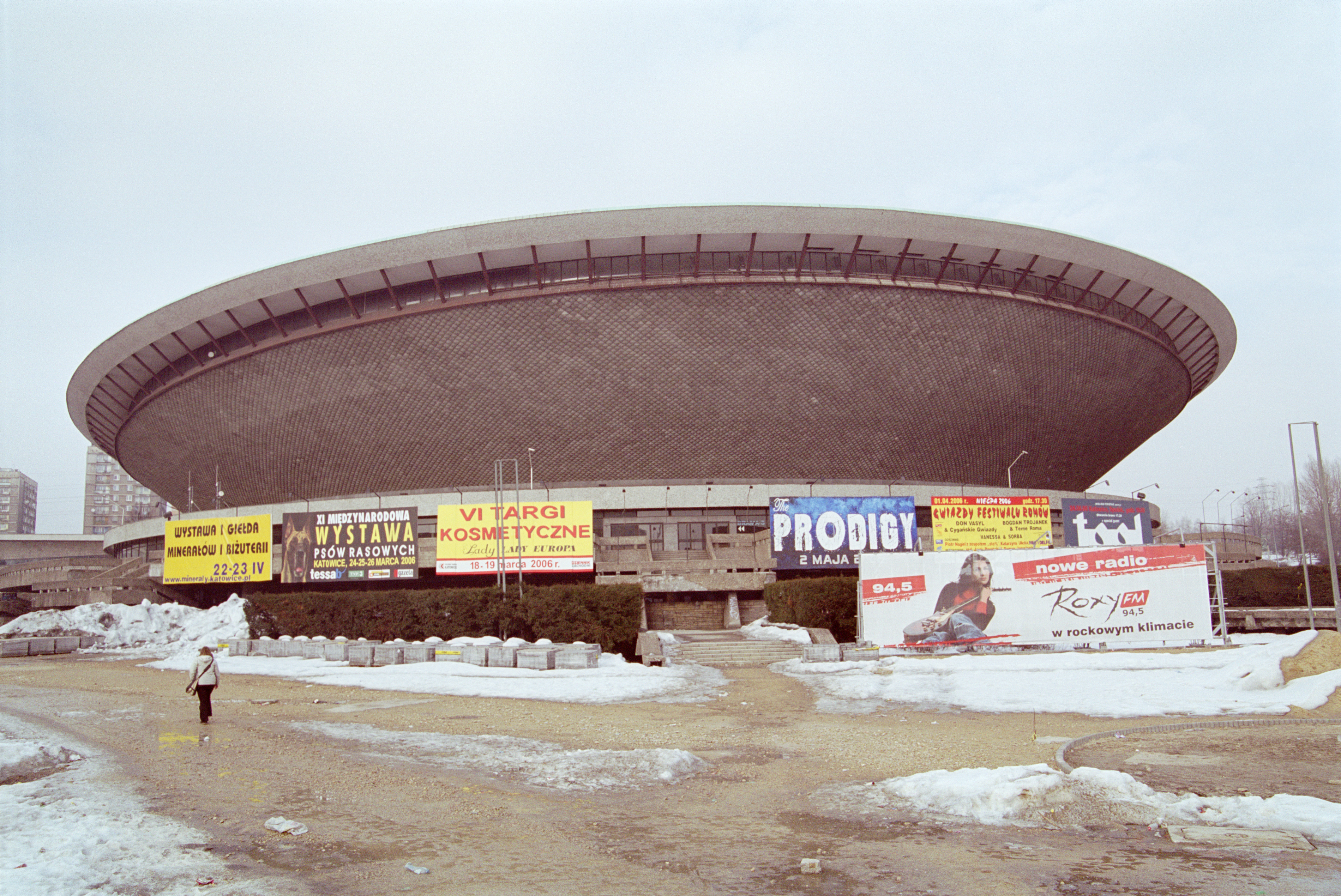
Spodek na początku 2006 roku, m.in. z reklamą koncertu The Prodigy

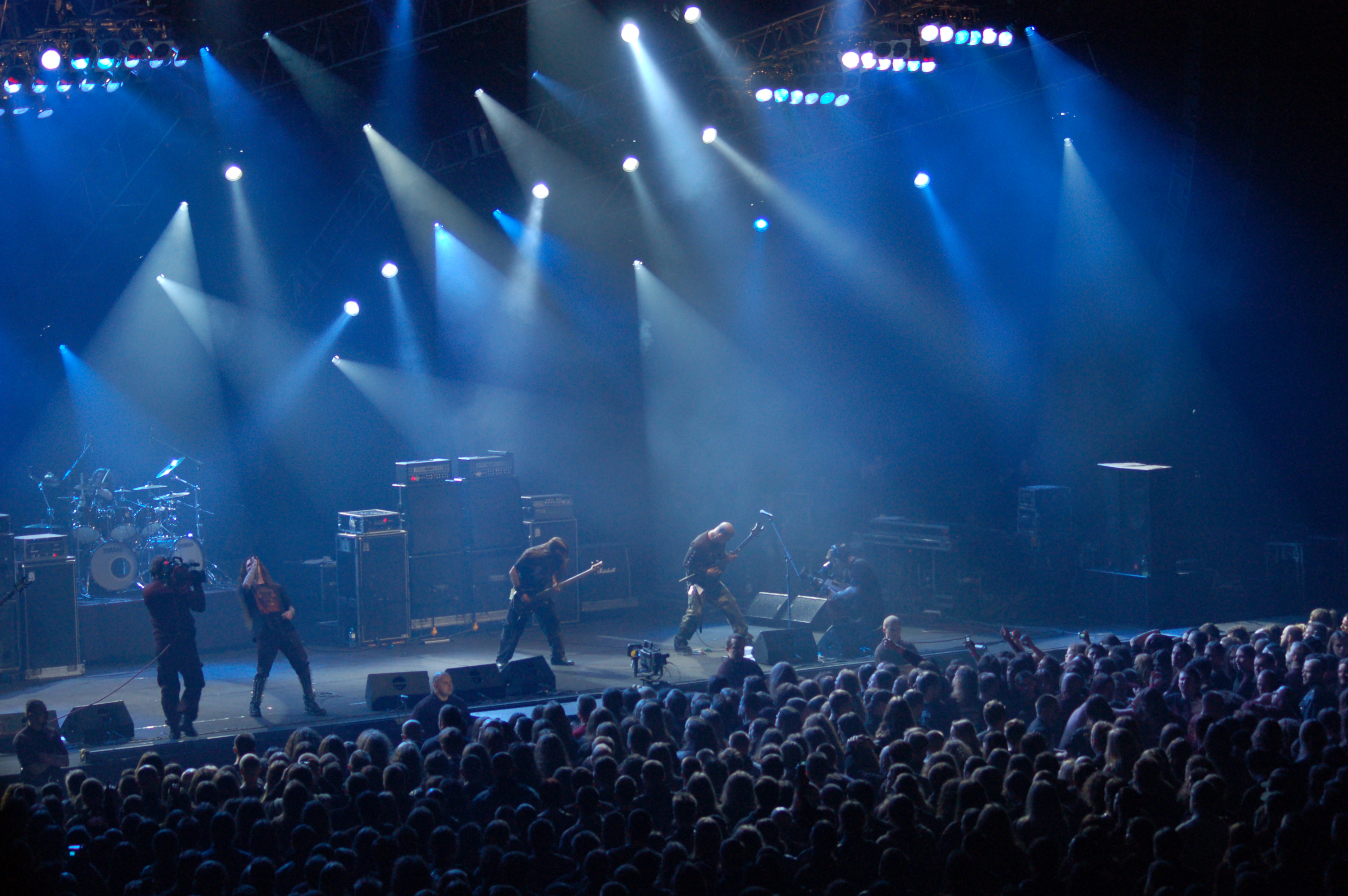
Koncert zespołu Vital Remains w trakcie Metalmanii 2007

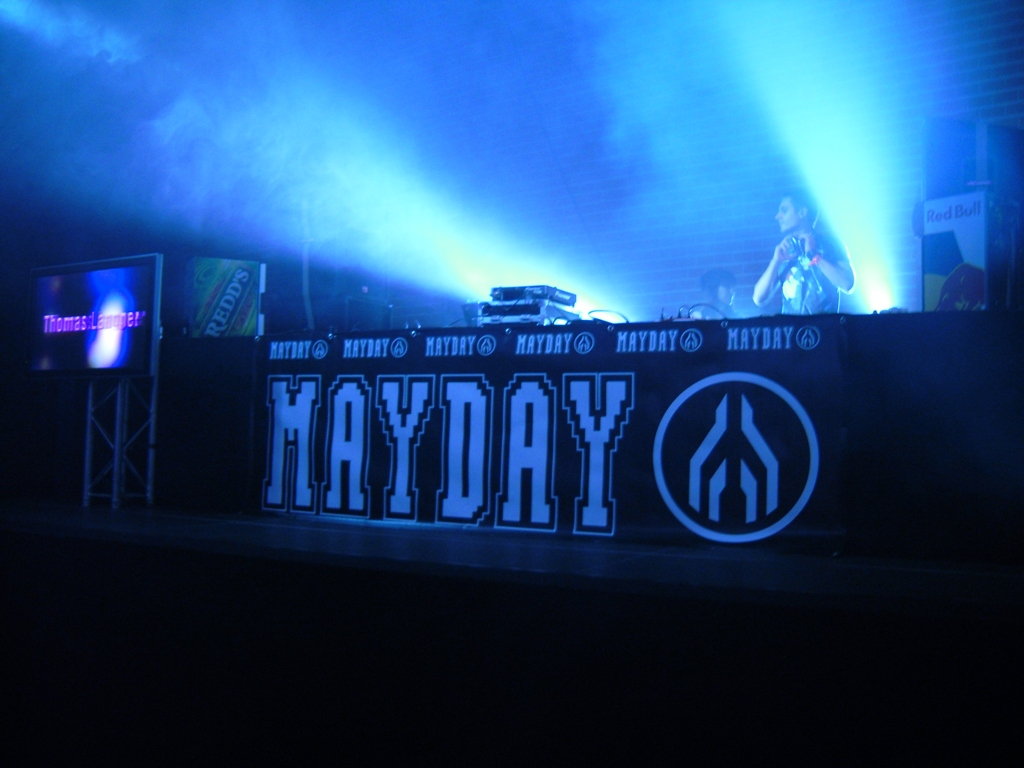
Scena festiwalu Mayday 2010

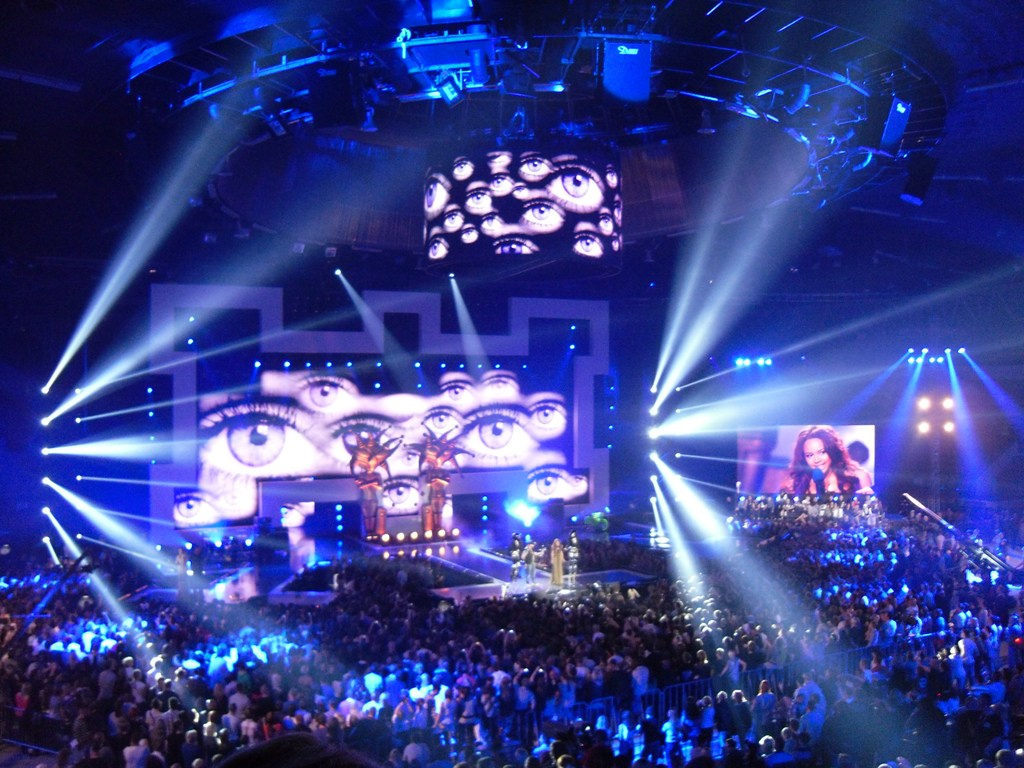
Scena Eska Music Awards 2011

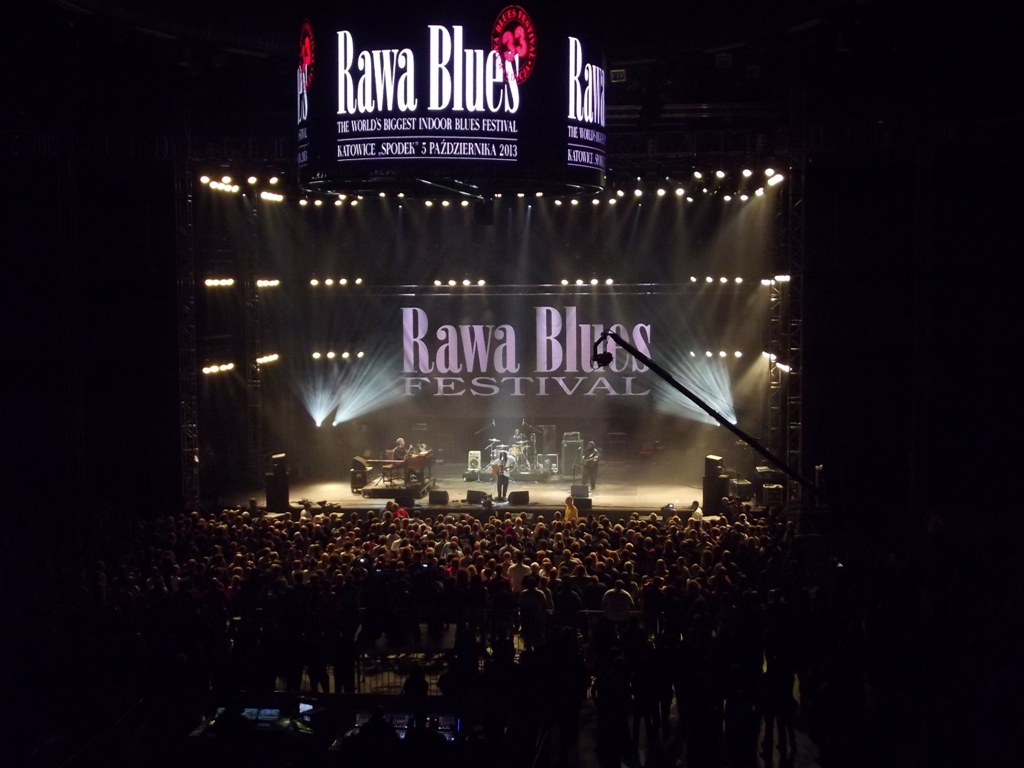
Scena Rawa Blues Festivalu 2013

W Spodku koncertowały gwiazdy światowej muzyki, m.in.: Metallica, Deep Purple, Pearl Jam, Jean-Michael Jarre, Green Day, Mike Oldfield, Procol Harum, Sting, Chris Rea, Joe Cocker, Tina Turner, Brian Adams, Elton John, The Cure, Genesis, Black Sabbath, Saxon, The Kelly Family, Rammstein, Iron Maiden, Robbie Wiliams, Depeche Mode, Korn czy Slipknot. Organizowane są także cykliczne wydarzenia muzyczne, jak: Rawa Blues Festival, Metalmania czy Mayday. Rawa Blues Festival w Spodku został zainaugurowany 9 czerwca 1985 roku. W 1987 roku po raz pierwszy odbył się festiwal muzyki alternatywnej Odjazdy, natomiast pierwsza edycja Mayday w Spodku ruszyła w 2000 roku.
Lista ważniejszych wydarzeń muzycznych, które odbyły się w Spodku (stan na koniec 2024 roku):
- 17 października 1979 – koncert Erica Claptona[51].
- 2 grudnia 1981 – koncert Tiny Turner[51].
- 26 kwietnia 1984 – koncert Eltona Johna[51] w ramach trasy koncertowej European Express Tour[52].
- 10 lutego 1987 – pierwszy koncert zespołu Metallica w Polsce[51][53].
- 20 października 1991 – koncert gitarzysty i piosenkarza Chrisa Rea[54][55].
- 20 czerwca 1992 – koncert zespołu Dżem; zarejestrowany został na dwóch płytach Wehikuł czasu – Spodek ’92[51][56][57].
- 1993 – odbył się musical Metro autorstwa Józefowicza i Stokłosy z udziałem wokalistki Edyty Górniak, która wykonała większość utworów[58].
- 8 stycznia 1994 – grupa Perfect reaktywowała się po kilkuletniej przerwie, rozpoczynając od koncertu w Spodku, wydanego później na płycie Katowice Spodek Live ’94[51][59].
- 21 maja 1994 – jedyny koncert w Polsce zespołu Cocteau Twins[60].
- 9 października 1994 – grupa Hey nagrała album Live!, dając pierwszy w historii polski koncert z udziałem MTV[51]; koncert został uznany za koncert roku 1994 podczas gali Fryderyków 1994[61].
- 20 czerwca 1995 – koncert muzyka Joego Cockera; ponownie występował w Spodku w 17 czerwca 1998[62][63] i 5 listopada 2007[64][65].
- 3 czerwca 1996 – grupa Deep Purple nagrała DVD koncertowe Live Encounters[66]; występowali później ośmiokrotnie – w 1998, 2000, 2003, 2006, 2010, 2014, 2017[38] i 2024[67].
- 9 lipiec 1996 – koncert Bryana Adamsa[68].
- 15 listopada 1996 – pierwszy polski koncert zespołu The Cure[51][69]; kolejny 19 lutego 2008[38].
- 13 stycznia 1997 – koncert Stinga[51]; kolejny 13 marca 2000[38].
- 21 czerwca 1997 – pierwszy koncert francuskiego kompozytora muzyki elektronicznej Jeana-Michela Jarre’a w Polsce[51] (został zarejestrowany przez TVP)[70]; później występował w Spodku trzykrotnie: 1 marca 2010, 13 listopada 2011 i 6 listopada 2016[38].
- 31 stycznia 1998 – pierwszy polski koncert brytyjskiej grupy Genesis[71].
- 26 kwietnia 1998 – koncert brytyjskiej grupy The Prodigy[51]; kolejny odbył się 2 maja 2006[72].
- 30 sierpnia 1998 – koncert niemieckiego duetu Modern Talking[73].
- 25 lipca 1999 – koncert brytyjskiego muzyka Mike’a Oldfielda[51].
- 29 września 1999 – koncert Budki Suflera[74]; kolejne 19 października 2014[75] i 25 października 2019[76].
- 15 i 16 czerwca 2000 – dwa koncerty grupy Pearl Jam, na którym zarejestrowano dwa albumy koncertowe[77][78][79].
- 21 marca 2003 – pożegnalny koncert zespołu hip-hopowego Paktofonika[51]; w 2004 roku koncert ten został wydany na płycie DVD pn. Pożegnalny koncert[80].
- 3 czerwca 2003 – koncert zespołu Iron Maiden[81].
- 6 listopada 2003 – koncert Robbiego Williamsa[51].
- 7 listopada 2003 – koncert Dave'a Gahana[82].
- 15 listopada 2003 – pierwszy koncert zespołu Def Leppard w Polsce[83].
- 22 lutego 2005 – koncert Rammstein[51]; kolejny 27 listopada 2009[84].
- 7 czerwca 2005 – koncert Green Day w ramach trasy koncertowej American Idiot World Tour[85].
- 14 marca 2006 – koncert Depeche Mode[51].
- 7 czerwca 2006 – pierwszy koncert zespołu Alice in Chains w Polsce[51].
- 20 czerwca 2007 – koncert zespołu Black Sabbath[86].
- 3 października 2009 – grupa Dżem zagrała koncert na siedmiopłytowej składance pn. 30 urodziny[87].
- 4 października 2010 – koncert Leonarda Cohena[51].
- 28 maja 2011 – gala Eska Music Awards 2011[88].
- 30 marca 2012 – koncert z okazji 30-lecia istnienia zespołu Lady Pank[89].
- 14 kwietnia 2012 – koncert brytyjskiej grupy Judas Priest[90]; kolejny 13 czerwca 2018[51].
- 13 lutego 2013 – koncert Slash feat. Myles Kennedy and The Conspirators[91]; występowali później 16 kwietnia 2024[92].
- 16 listopada 2016 – koncert zespołu Alter Bridge[93].
- 21 lipca 2017 – koncert Marylina Mansona[51].
- 15 października 2017 – koncert zespołu rockowego Procol Harum[94].
- 20 października 2018 – koncert piosenkarki Bonnie Tyler[95].
- 26 kwietnia 2019 – koncert wokalisty Chrisa Normana[96].
- 22 maja 2019 – koncert gitarzysty Joego Bonamassy[97]; wystąpił ponownie 17 kwietnia 2024[98].
- 30 października 2022 – koncert zespołu Porcupine Tree[99].
- 28 kwietnia 2023 – koncert artystki Tori Amos[100].

### Sportowe

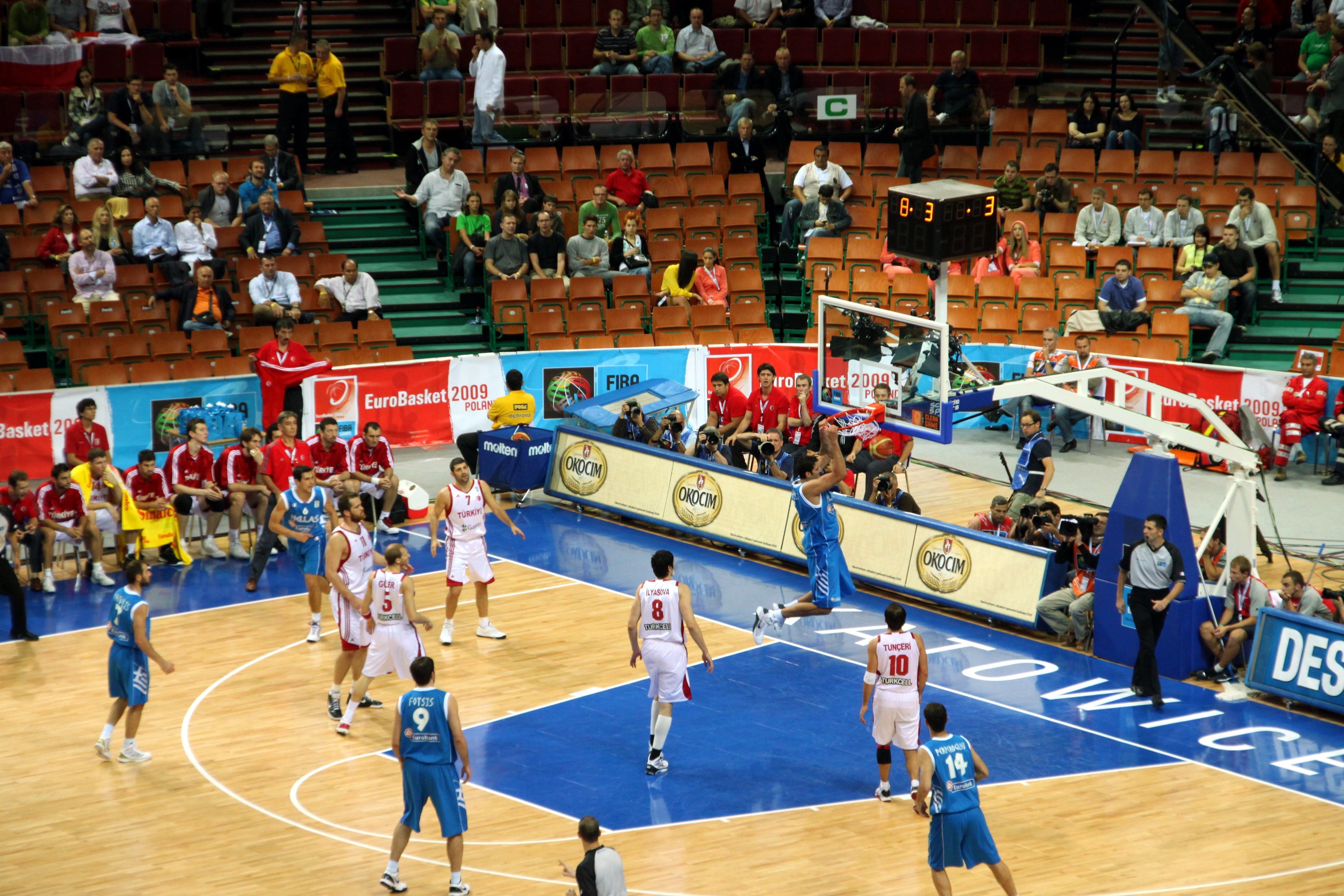
Mecz Turcja – Grecja w trakcie Eurobasketu 2009 w Katowicach

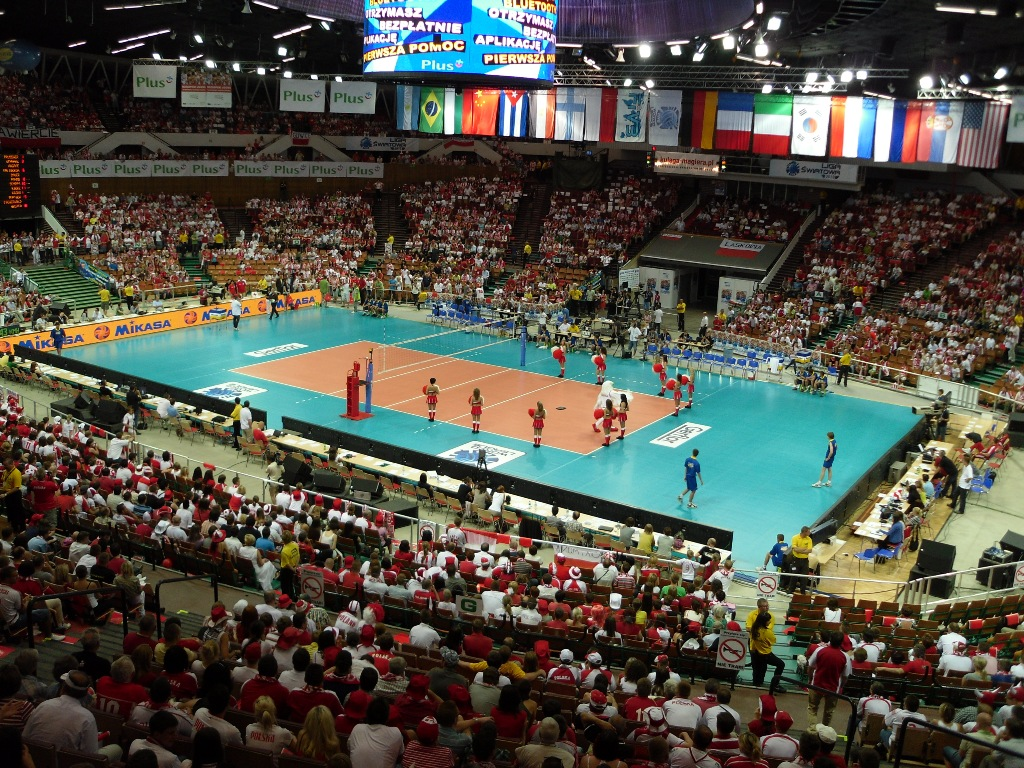
Mecz Ligi Światowej w 2010 roku

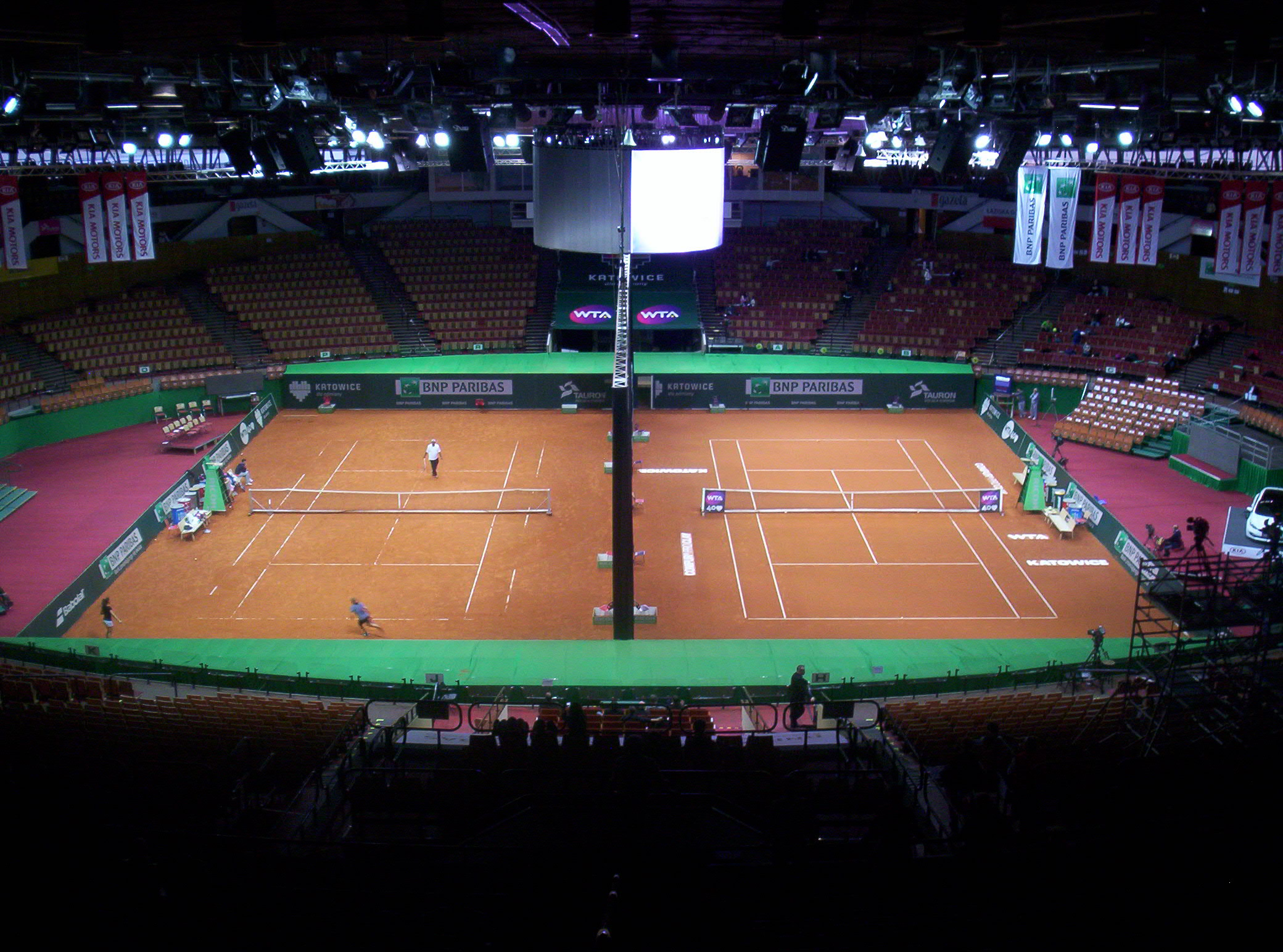
Korty tenisowe w trakcie BNP Paribas Katowice Open 2013

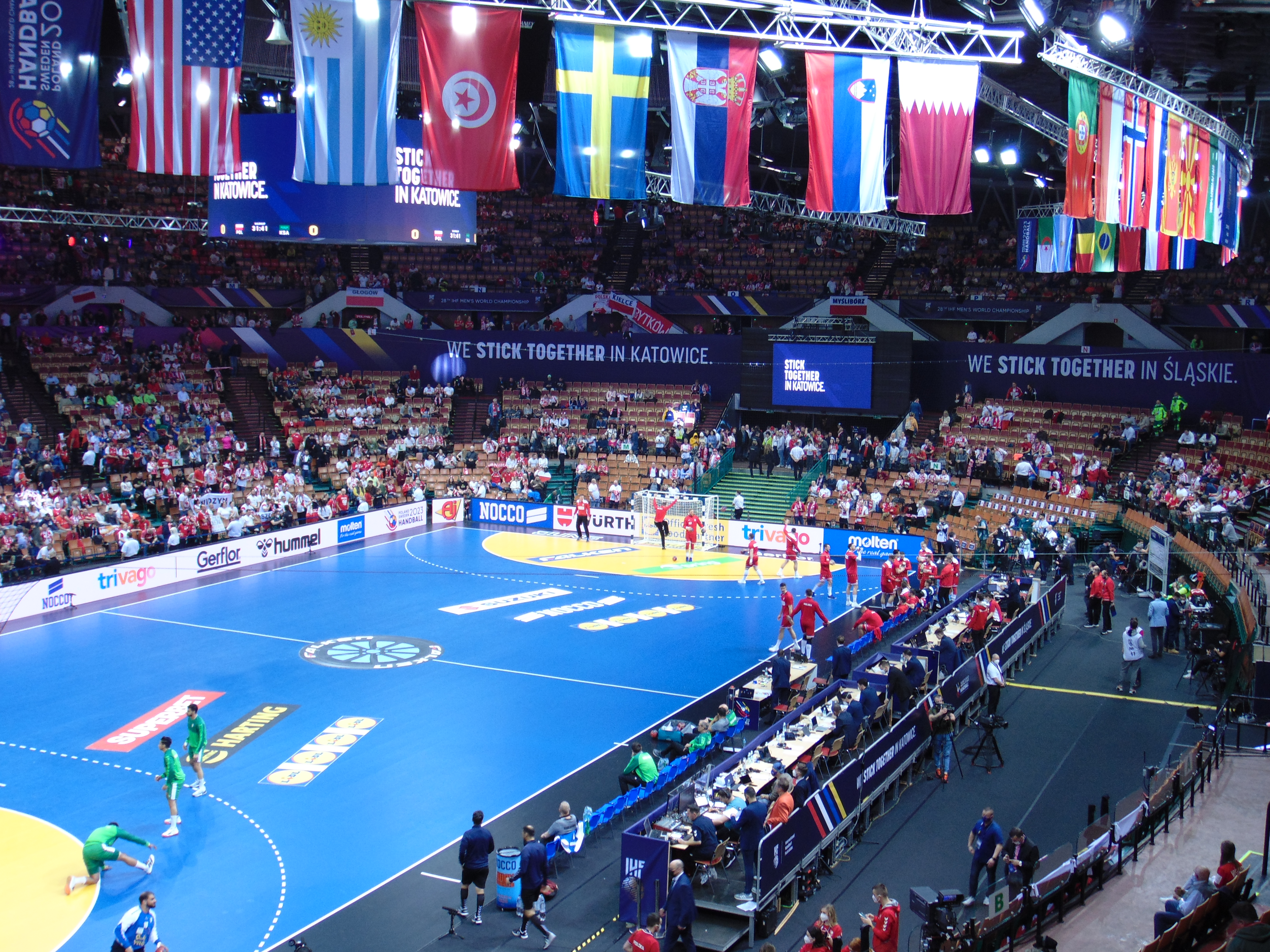
Mecz Polska – Arabia Saudyjska podczas Mistrzostw Świata w Piłce Ręcznej Mężczyzn w 2023 roku

Spodek jest miejscem organizacji wydarzeń sportowych rangi europejskiej i światowej, m.in. w piłce siatkowej, hokeju na lodzie, piłce ręcznej, kulturystyce, podnoszeniu ciężarów, akrobatyce sportowej, zapasach, lekkoatletyce czy koszykówce. Pierwszą imprezę rangi międzynarodowej zorganizowano w kwietniu 1972 roku – były to Mistrzostwa Europy w Zapasach w stylu klasycznym i wolnym. W Spodku doszło do zwycięstwa Polski nad ZSRR w trakcie Mistrzostw Świata w Hokeju na Lodzie w 1976 roku, zdobycia przez Polskę tytułu mistrza Europy w Mistrzostwach Europy w Koszykówce Kobiet w 1999 roku i tytułu mistrzów świata przez Polskę po wygranym finale z Brazylią podczas Mistrzostw Świata w Piłce Siatkowej Mężczyzn w 2014 roku.
Lista ważniejszych imprez sportowych, w których Spodek był gospodarzem bądź współgospodarzem (stan na koniec 2024 roku):
- Mistrzostwa Europy w Zapasach 1972[51]
- Mistrzostwa Świata w Zapasach w stylu klasycznym 1974[102]
- Halowe Mistrzostwa Europy w Lekkoatletyce 1975[51]
- Mistrzostwa Europy w Boksie 1975[38]
- Mistrzostwa Świata w Hokeju na Lodzie 1976[27]
- Mistrzostwa Świata w Zapasach 1982[102]
- Mistrzostwa Europy w Podnoszeniu Ciężarów 1985[103]
- Mistrzostwa Europy w Koszykówce Kobiet 1999[51]
- Finał Ligi Światowej w siatkówce mężczyzn 2001 i 2007[104]
- Mistrzostwa Europy w Koszykówce Mężczyzn 2009[38]
- Mistrzostwa Europy w Piłce Siatkowej Kobiet 2009[105]
- Mistrzostwa Europy w Koszykówce Kobiet 2011[106]
- Katowice Open 2013, 2014, 2015 i 2016[38]
- Mistrzostwa Świata w Piłce Siatkowej Mężczyzn 2014[51]
- Mistrzostwa Europy w Piłce Ręcznej Mężczyzn 2016[107]
- Mistrzostwa Świata w Hokeju na Lodzie 2016, I Dywizja, grupa A[108]
- Mistrzostwa Europy w Piłce Siatkowej Mężczyzn 2017[109]
- XI Ogólnopolskie Letnie Igrzyska Olimpiad Specjalnych 2018[110]
- Mistrzostwa Europy w Piłce Siatkowej Mężczyzn 2021[111]
- Mistrzostwa Świata w Piłce Siatkowej Mężczyzn 2022[111]
- Mistrzostwa Świata w Piłce Ręcznej Mężczyzn 2023[112]
- Superpuchar Polski w piłce siatkowej mężczyzn 2023[113] i 2024[114]

### Pozostałe
W Spodku organizowanych jest szereg imprez i wydarzeń różnego typu. Do jednych z największych należy impreza e-sportowa Intel Extreme Masters, której inauguracja odbyła się 18 stycznia 2013 roku, a w 2016 roku odbył się tutaj po raz pierwszy Europejski Kongres Gospodarczy. Organizowane są tu także inne cykliczne targi i wystawy, jak m.in.: Międzynarodowe Targi EXPO Katowice (targi przemysłu ciężkiego), targi motoryzacyjne ProfiAuto Show, Targi Ślubne czy Międzynarodowa Wystawa Psów Rasowych.

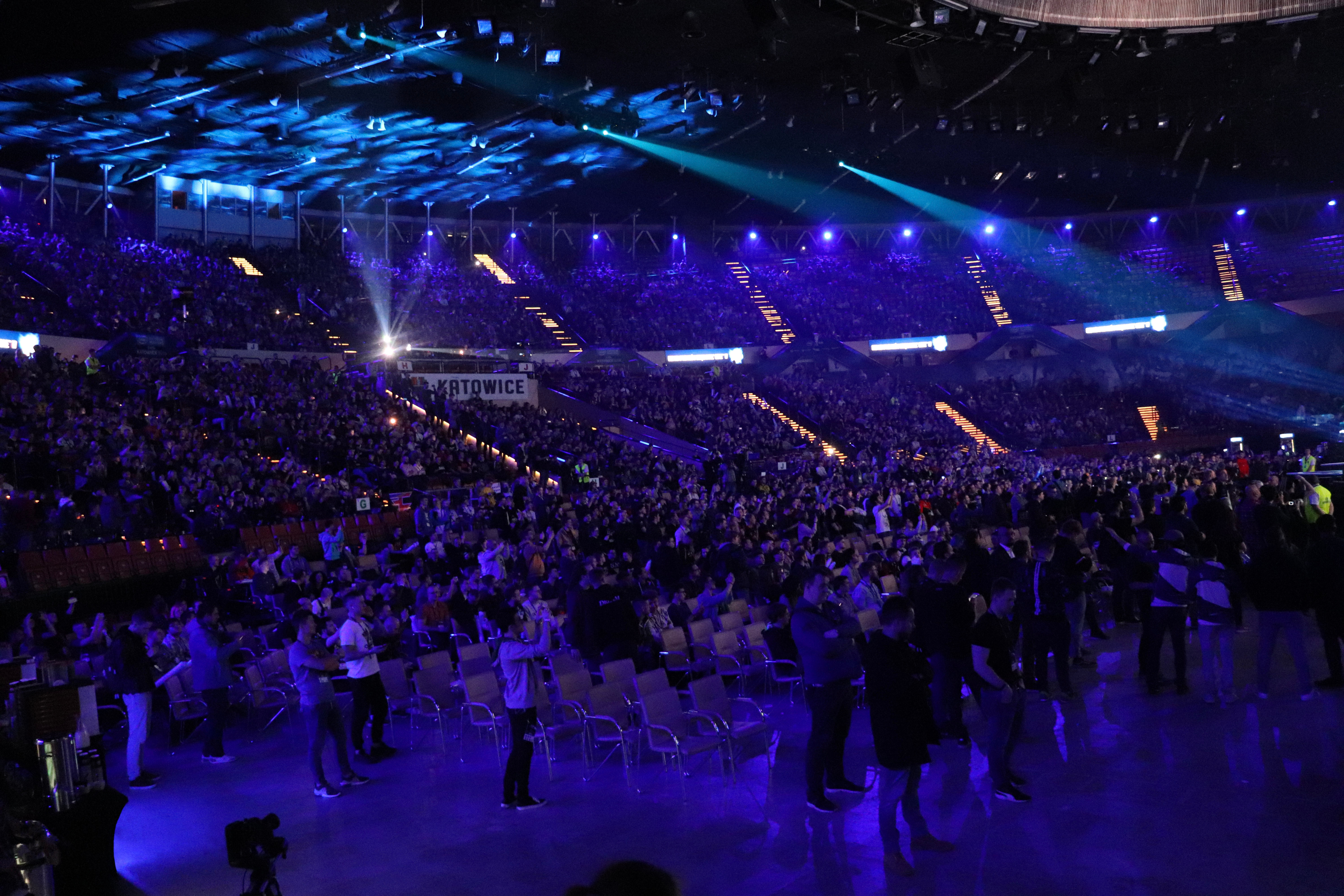
Spodek w trakcie finałów Intel Extreme Masters 2019

Hala ta już z założenia miała być wielofunkcyjna. W czasach Polski Ludowej odbywały się tu partyjne masówki, apele, wiece, oficjalne akademie i Barbórki. Już rok po otwarciu, 7 czerwca 1972 roku w hali Spodka przemawiał kubański przywódca Fidel Castro. W tym samym czasie swoją premierę podczas Wielkiej Wystawy Samochodów miał samochód Fiat 126p. W 1973 roku Spodek stał się salą kinową, w której 104 tys. osób obejrzało film W pustyni i w puszczy, a 62 tys. Ojca chrzestnego. W 1974 roku halę z okazji obchodów XXX-lecia PRL-u odwiedził sekretarz generalny KC KPZR Leonid Breżniew . Ponadto Spodek gościł przywódcę Rumunii Nicolae Ceaușescu.
W okresie karnawału Solidarności Spodek był miejscem zebrań opozycji antykomunistycznej. W sierpniu 1980 roku odbył się tu zjazd przedstawicieli zakładowych struktur NSZZ „Solidarność” z władzami krajowymi – Krajową Komisją Porozumiewawczą i z Lechem Wałęsą. 5 lipca 1981 roku w Spodku odbyła się premiera widowiska teatralnego Tragedia Romantyczna, zorganizowana przez regionalny zarząd NSZZ „Solidarność”. Jego twórcami byli studenci Wydziału Radia i Telewizji Uniwersytetu Śląskiego w Katowicach Adam Gessler i Mirosław Kin.
Jesienią 1990 roku w Spodku gościł rosyjski psychiatra i psychoterapeuta Anatolij Kaszpirowski, a także kilkukrotnie miały tutaj miejsce Kongresy Świadków Jehowy połączone z celebracją chrztu nowych członków. 2 października 2018 roku odbyło się tutaj spotkanie pod hasłem „Namaszczeni”.
W grudniu 2018 roku Spodek był jednym z miejsc, w którym odbył się szczyt klimatyczny konferencji COP24, a w dniach od 26 do 30 czerwca 2022 roku Światowe Forum Miejskie WUF11.